# Culture des États-Unis

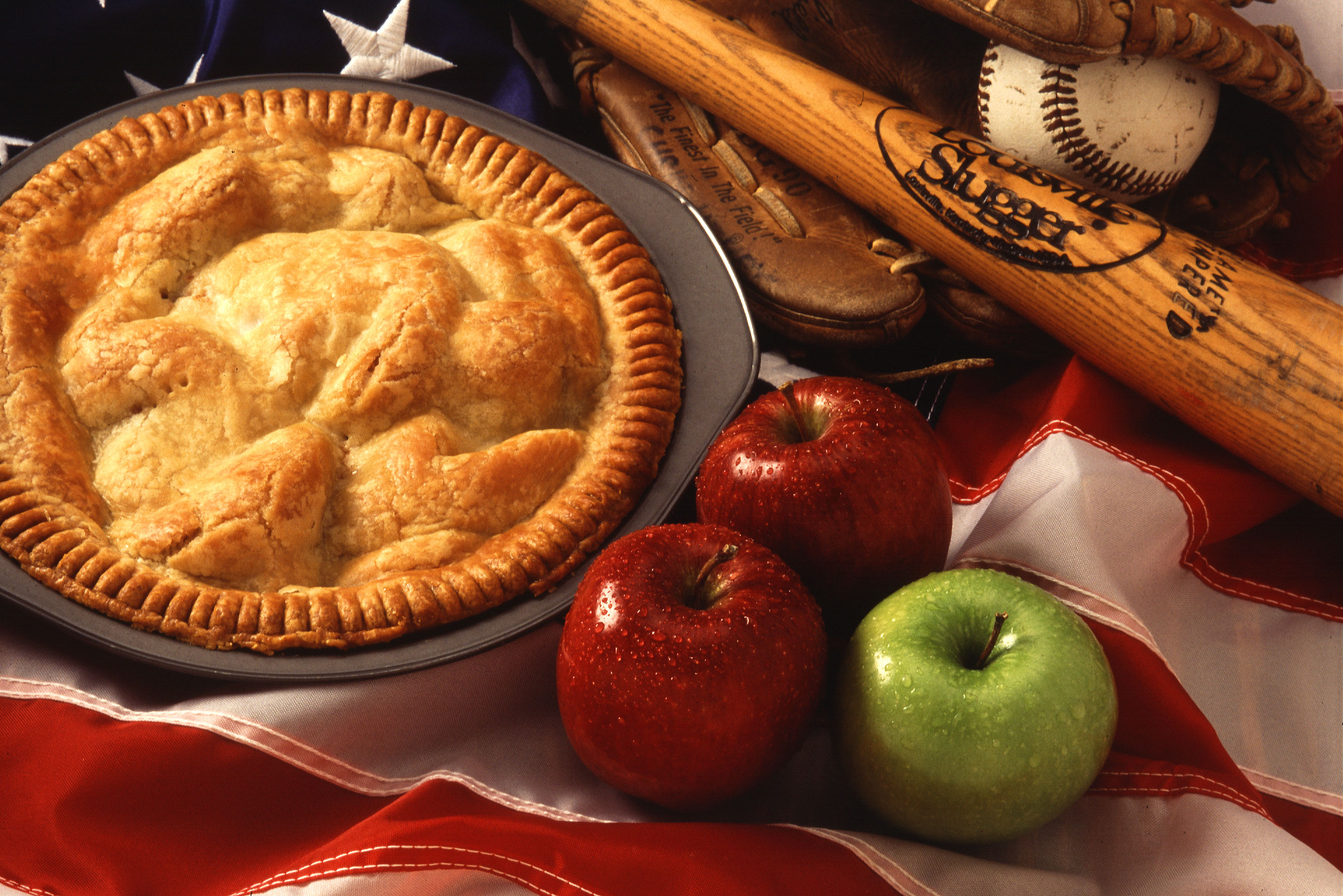
Trois éléments de la culture américaine : le Drapeau des États-Unis, la tarte aux pommes et la batte de baseball.

La culture des États-Unis tire ses origines et est principalement fondée sur la culture occidentale (européenne), mais est aussi influencée par de nombreuses autres cultures et peuples comme les Afro-Américains, les Amérindiens, les Asio-Américains, les Polynésiens et les Latino-Américains et leurs cultures. Elle possède toutefois ses propres caractéristiques sociales et culturelles, notamment sa langue (l'anglais américain), sa musique, son cinéma, ses arts, ses codes sociaux, sa cuisine et son folklore.
Les États-Unis sont un pays divers ethniquement et culturellement en conséquence d'immigrations massives en provenance de nombreux pays tout au long de leur histoire.
Beaucoup d'éléments de la culture américaine, et particulièrement la culture populaire, se sont répandus à travers le monde par le biais des médias de masse modernes ; son extension rapide est d'ailleurs souvent associée à la mondialisation (voire américanisation). Selon ses détracteurs (y compris des Américains), la culture américaine est soit une sous-culture, soit une culture trop jeune, soit une culture impérialiste, ou encore un mélange des trois. Selon ses défenseurs, elle promeut les valeurs de liberté et de responsabilité personnelle. Presque personne ne conteste le fait que la culture américaine ait exercé et exerce encore une grande influence sur le monde contemporain.

## Historique

### Vers une culture américaine

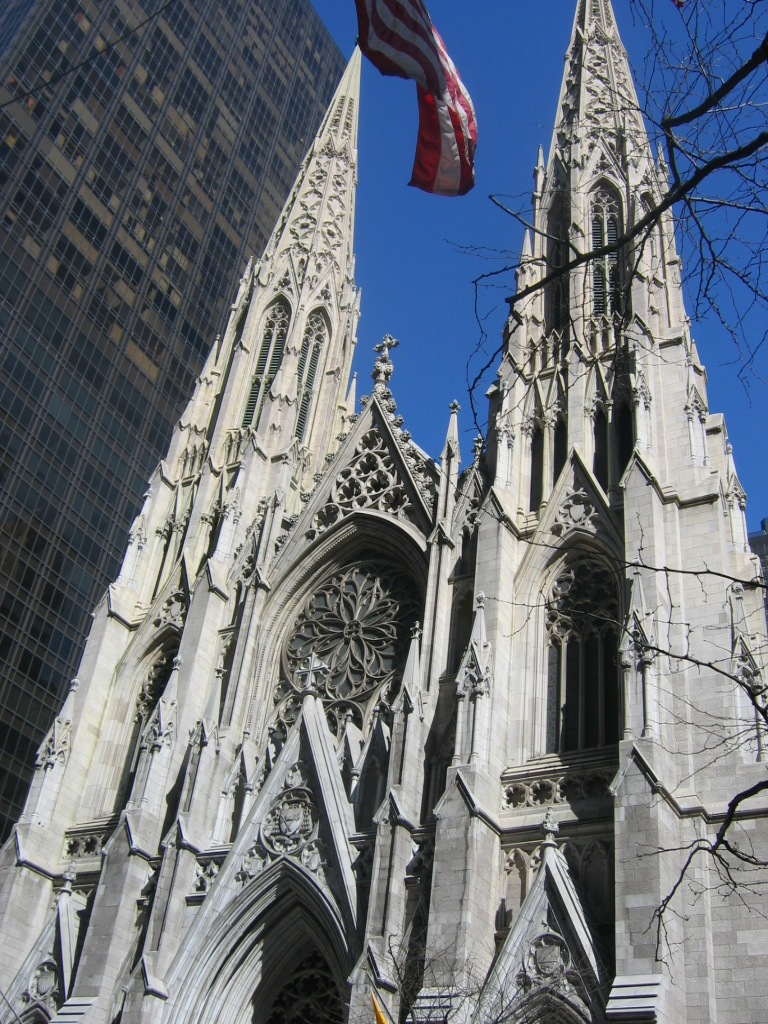
Façade néogothique de la cathédrale Saint-Patrick, à New York (1885-1888), pendant longtemps, l'architecture américaine imite les monuments européens.

À l'époque coloniale, la culture des Treize colonies est fortement influencée par l'Angleterre. Les universités, l'architecture, la peinture sont souvent le fait d'artistes anglais. Les œuvres répondent aux canons britanniques. Les réalisations artistiques sont moins abondantes qu'en Europe. Les puritains qui s'installent en Nouvelle-Angleterre bannissent les ornements superflus des églises. La mentalité pragmatique des pionniers et des marchands, qui perdure jusqu'au XXe siècle, tient l'art pour une activité inutile et futile. Pour de nombreux patriotes, la culture est l'apanage des aristocrates et des rois, loin de toute aspiration démocratique.[réf. nécessaire]
À la fin du XVIIIe siècle, avec la naissance des États-Unis, les artistes commencent à réfléchir à la possibilité d'une culture proprement américaine. La rupture politique avec l'Angleterre, consécutive au développement d'un esprit spécifiquement américain, entraîne une lente mutation de la culture. Néanmoins, les œuvres américaines restent très proches des modèles européens jusqu'au XXe siècle. La formation de tout peintre américain passe par un séjour en Europe. L'architecture reprend les formes de la Grèce antique et du style géorgien, tout en introduisant quelques éléments d'essence américaine. Cette recherche d'une culture nationale passe par la définition de l'exceptionnalisme américain.
À la fin du XIXe siècle, la culture est monopolisée par une élite éduquée et riche. Elle est financée par la philanthropie des magnats (Andrew Carnegie) et par le mécénat, alors que les pouvoirs publics n'interviennent pratiquement pas, conformément aux idées libérales.[réf. nécessaire]

### Entre-deux-guerres
Dès la première moitié du XXe siècle, la culture se démocratise aux États-Unis : les progrès de l'éducation, l'apparition de nouveaux médias (radio, télévision), l'émancipation progressive des femmes et des Afro-américains bouleversent le paysage culturel américain. À New York, la Renaissance de Harlem annonce le renouveau de la culture afro-américaine, en particulier dans la littérature. L'apparition des phonographes permit la diffusion d'une nouvelle musique, le jazz.
La Grande Dépression provoque un chômage massif parmi les artistes et les écrivains des années 1930. Le New Deal mis en place par le président Franklin D. Roosevelt comporte un volet culturel visant à aider les artistes en difficulté. La Works Projects Administration (1935) met en route de nombreux projets dans le domaine des arts et de la littérature, en particulier les cinq programmes du fameux Federal One. La WPA permit la réalisation de 1 566 peintures nouvelles, 17 744 sculptures, 108 099 peintures à l’huile et de développer l'enseignement artistique. À la fin du New Deal, le bilan est mitigé : si les artistes américains ont été soutenus par des fonds publics et ont acquis une reconnaissance nationale, cette politique culturelle est interrompue par la Seconde Guerre mondiale et la mort de Roosevelt.
Les œuvres des années 1930 s'intéressent aux problèmes sociaux et au sort des plus démunis : en littérature, Erskine Caldwell publie Le petit Arpent du bon Dieu en 1933. Le livre de John Steinbeck, Les Raisins de la colère, publié en 1939, reçoit le Prix Pulitzer en 1940. Au cinéma, John Ford adapte ce roman ainsi que celui de Richard Llewellyn, Qu'elle était verte ma vallée, qui retrace la vie des mineurs du Pays de Galles. Les films de Charlie Chaplin dénoncent la montée du fascisme (Le Dictateur en 1940) et les conditions de travail des ouvriers (Les Temps modernes en 1936). Ceux de Frank Capra dénoncent les excès du capitalisme sauvage : L'Extravagant Mr. Deeds (1936), Vous ne l'emporterez pas avec vous (1938), Monsieur Smith au Sénat (1939). Pendant les années 1930, les Américains continuent de plébisciter le cinéma malgré la crise économique. Hollywood produit plus de 5 000 films.

### Transformations culturelles auXXesiècle
Il faut attendre la deuxième moitié du XXe siècle pour voir se consolider une littérature et un art proprement américains, ainsi que des tentatives de politique culturelle fédérale. Ces changements interviennent dans le contexte de la Guerre froide qui oppose l'Union soviétique aux États-Unis : la compétition est idéologique, militaire et technologique, mais elle affecte également le domaine culturel. L'URSS envoie le premier homme dans l'espace et s'autoproclame patrie des intellectuels et des artistes. L'art devient un moyen de propagande dans les deux camps. Le gouvernement fédéral prend le contre-pied du modèle soviétique : il n'y aura pas de ministère de la culture centralisé et l'art américain sera encouragé à se développer et à se diffuser dans le monde, notamment par l'intermédiaire de Voice of America et du Plan Marshall. Pour pallier la crise financière que traversent de nombreux musées et théâtres, les subventions seront néanmoins distribuées.
Les lendemains de la Seconde Guerre mondiale voient l'émergence et le succès d'un courant artistique, l'expressionnisme abstrait. Cet art qui se voulait avant-gardiste, cosmopolite et apolitique fait se déplacer le cœur de l'art moderne de Paris à New York. Cependant, l'expressionnisme abstrait suscite des débats au sein de la classe politique américaine. Les Républicains attaquent violemment ce courant et l'accusent d'être communiste. Au Congrès, ils dénoncent en outre les financements fédéraux qui sont attribués aux peintres expressionnistes. Mais ces derniers reçoivent le soutien du MoMA de New York, lui-même financé par la fondation Rockefeller. En 1952, le musée organise même un programme international de diffusion mondiale de l'expressionnisme abstrait.

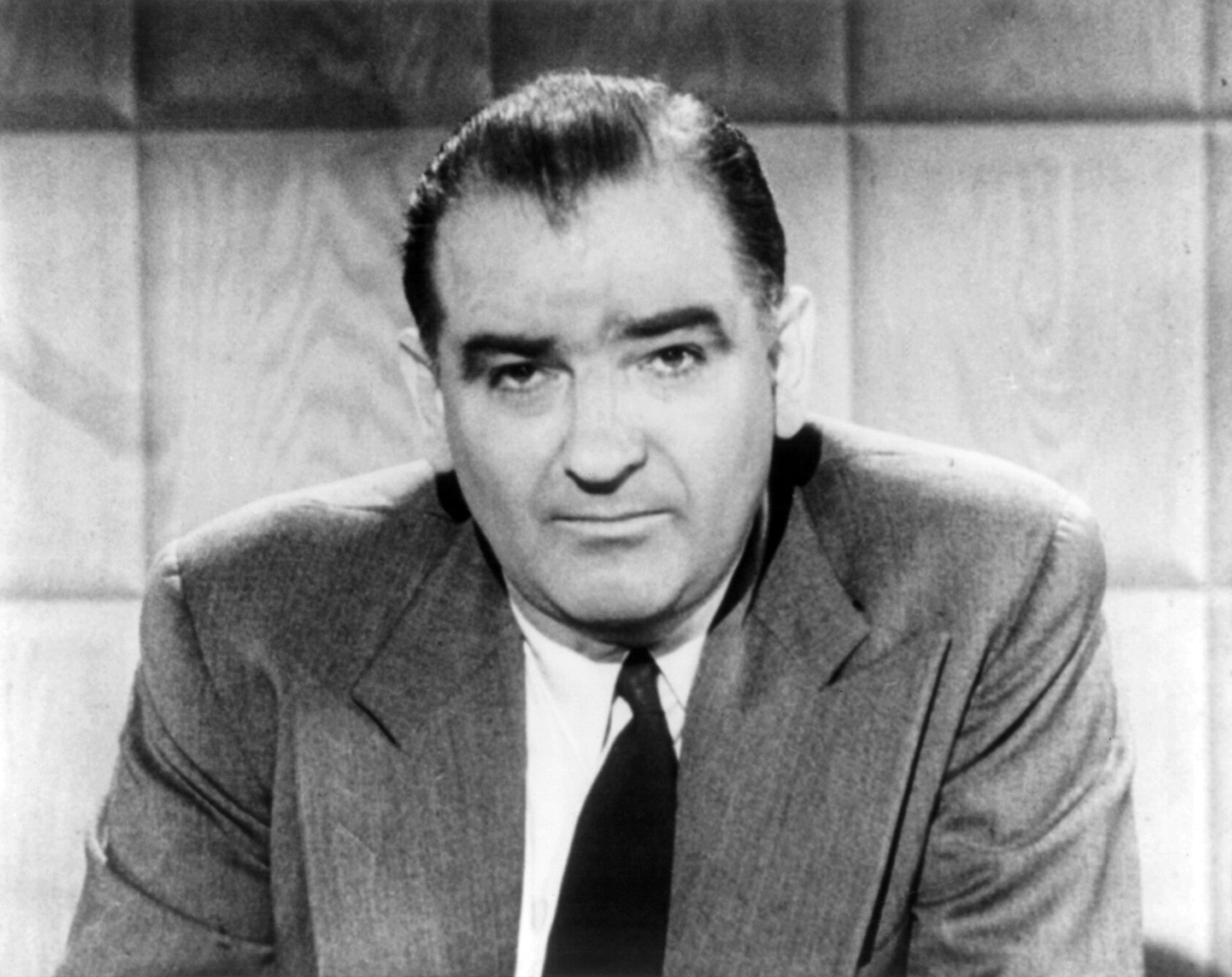
Le sénateur Joseph McCarthy.

Le début des années 1950 est secoué par le maccarthysme : les artistes soupçonnés de sympathies communistes deviennent l'objet d'enquêtes (« chasse aux sorcières »). Sur la liste noire comportant les noms de 15 000 personnes figuraient entre autres George Gershwin, Leonard Bernstein, Frank Lloyd Wright, Ernest Hemingway. Plusieurs écrivains s'insurgèrent contre le maccarthysme. Ainsi en 1953, on joua la pièce Les Sorcières de Salem d'Arthur Miller, un biais pour stigmatiser la politique en cours.
Le National Endowment for the Arts est créé en 1964. Cette agence culturelle fédérale subventionne les artistes ainsi que les institutions culturelles dans tout le pays. Après un apogée dans les années 1970, le NEA est ensuite affaibli par des coupes budgétaires et par la guerre culturelle.
Les années 1960 sont également marquées par un bouillonnement culturel intense aux États-Unis : les Américains qui poursuivent des études sont de plus en plus nombreux. Les générations du baby boom forment une jeunesse qui consomme de nouveaux produits culturels. Les étudiants et les artistes s'engagent contre la guerre du Viêt Nam.
À partir des années 1970, la composition ethnique de la population américaine change radicalement, ce qui entraîne aussi une mutation de la culture. Le président Jimmy Carter tente de résoudre les problèmes sociaux dans les ghettos grâce aux communautés de quartier et par la culture. Cette politique permet l'ouverture d'institutions culturelles et de musées dans les secteurs défavorisés. Dans le reste du pays, l'accent est mis sur l'accès de la culture à toutes les régions et des actions vers les minorités ethniques.
Dans les années 1980, l'arrivée au pouvoir des conservateurs, la réactivation de la Guerre froide et le réveil de l'évangélisme accompagnent les culture wars : ces polémiques et ces tensions se déclenchent à la suite d'expositions de photographies controversées et financées par le NEA. Les photographies ont pour sujet l’homosexualité et représentent des scènes érotiques, pornographiques et sado-masochistes (Robert Mapplethorpe). Les associations conservatrices combattent des œuvres avec scènes injurieuses,. Les culture wars provoquent la censure d'œuvres financées par le NEA. Une clause anti-obscénité est mise en place pour tout artiste souhaitant recevoir des aides fédérales.

## Caractéristiques générales

### Acteurs et politiques de la culture américaine

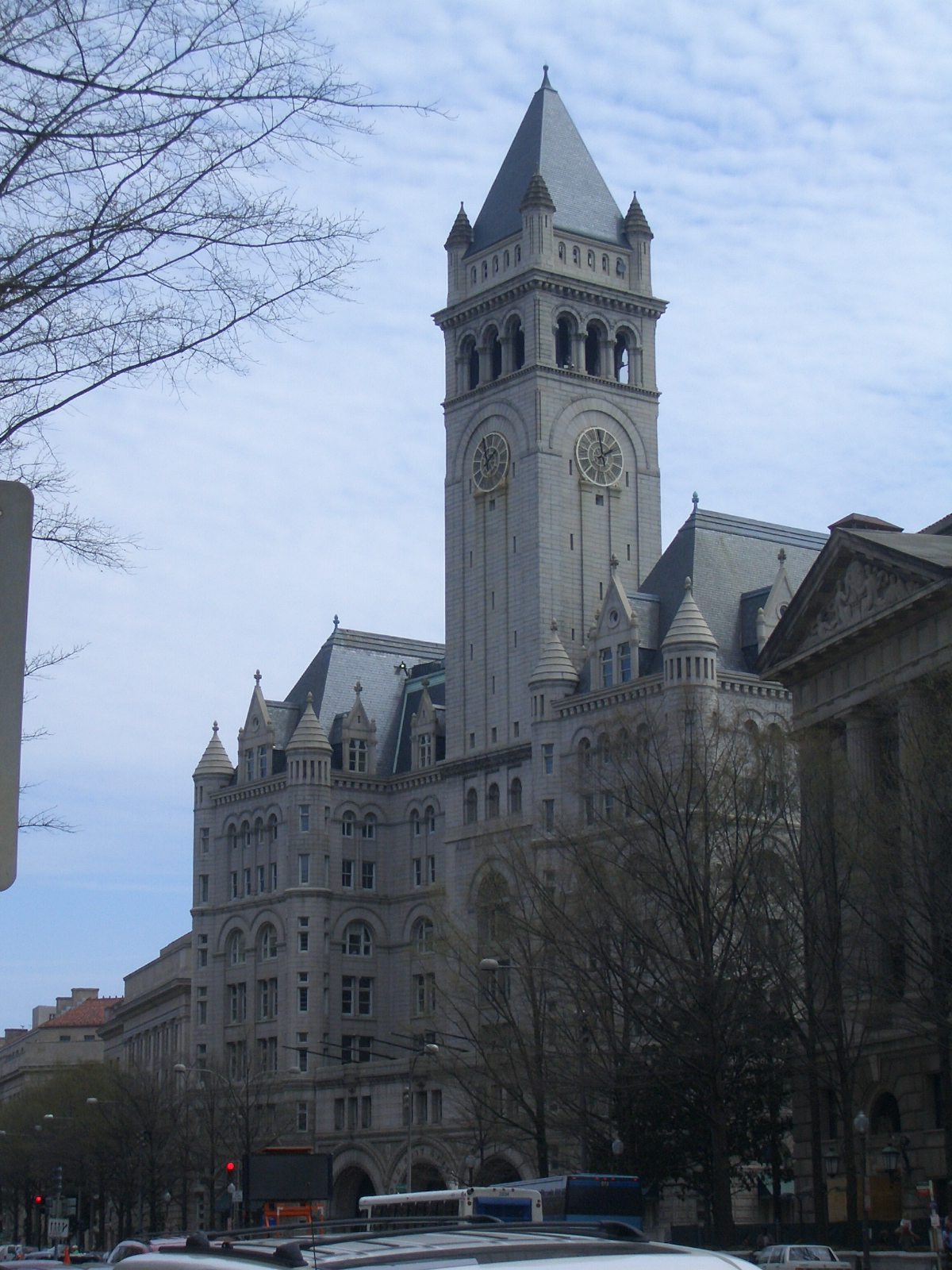
Old Post Office Building, siège du NEA à Washington.

La culture américaine est décentralisée : le gouvernement fédéral intervient peu dans la culture, sauf par l'intermédiaire du National Endowment for the Arts (NEA). Il n'y a aucun ministère de la culture à Washington, afin d'éviter toute centralisation et tout art officiel. Aussi, la politique culturelle américaine peut-elle apparaître comme extrêmement fragmentée entre des milliers d'acteurs.
Les affaires culturelles sont généralement du ressort des agences locales, à l'échelon des États fédérés, des comtés, des municipalités :
- au niveau des cinquante États, le budget prévoit un poste culture : dans l'État de New York, le budget culturel s'élève à environ 50 millions de dollars par an[13]. Si l'on ajoute l'ensemble des dépenses culturelles des États, on obtient la somme totale de 330 millions de dollars[14]. Cet argent est dépensé par des agences (State Art Agency) comme le New York State Arts Council, créé en 1960[15] ou le Department of Cultural Affairs au Nouveau-Mexique. Elles soutiennent des artistes et des projets très divers, allant des festivals, au patrimoine, en passant par le folk art. La culture est également financée par d'autres agences publiques qui travaillent pour les États : les State Historic Preservation Offices s'occupent du patrimoine, les Humanities Councils aident les chercheurs et les écrivains, les State Library Services subventionnent les bibliothèques qui sont aussi des lieux de conservation et d'exposition[16], etc. La politique du Percent for Art consiste à consacrer un pour cent du budget de toute nouvelle construction à l'art public (public art) : le premier exemple fut celui de la ville de Philadelphie en 1959[17]. À Chicago, c'est dans ce cadre que fut installée une sculpture de Picasso devant l'hôtel-de-ville et que fut lancée l'exposition des vaches (CowParade) qui attira un million de visiteurs[18] ;
- les municipalités interviennent également dans la culture : il existe au total 4 000 agences culturelles dans tout le pays[19]. Elles s'occupent essentiellement du cinéma, des festivals, des musées et des bibliothèques. Le département des affaires culturelles de la ville de New York a un budget annuel de 131 millions de dollars par an et gère trente-quatre institutions culturelles dans la ville (musées, conservatoires, théâtres, etc.)[20],[21] ;

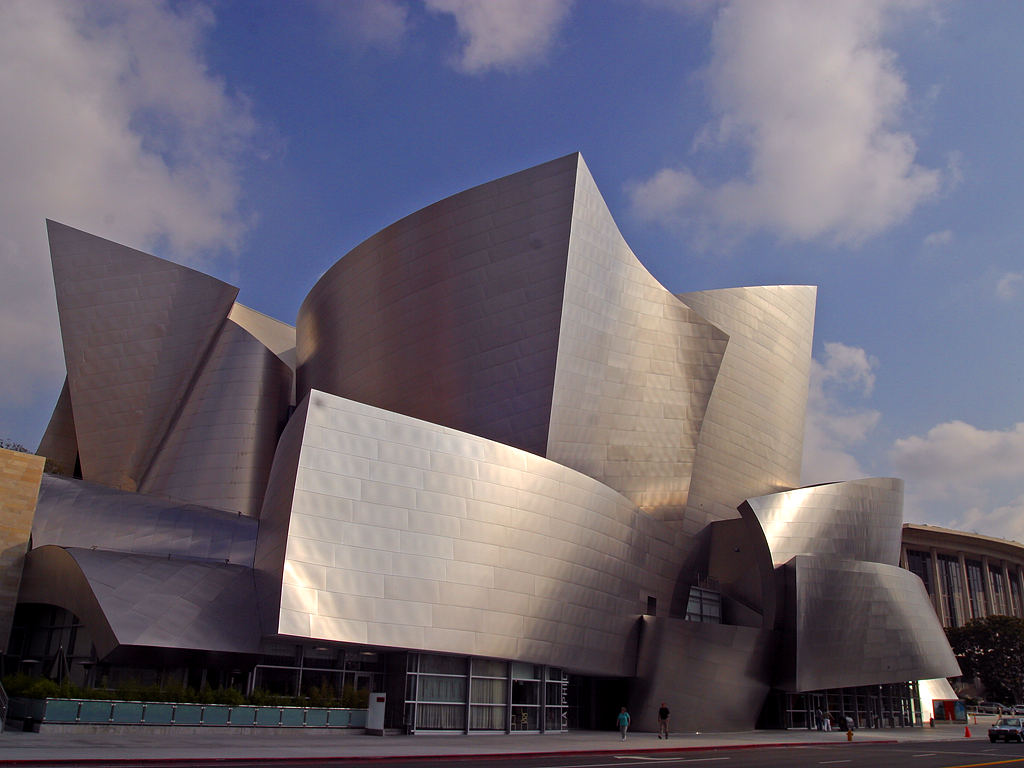
L'un des symboles de la renaissance du centre de Los Angeles : le Walt Disney Concert Hall dans l'Arts district.

- les communautés de quartier prennent des initiatives en matière artistique et éducative. Ils sont à la base de la politique des arts district qui consiste à revitaliser les quartiers centraux ou difficiles par la culture. La culture est généralement le fait d'institutions « privées » (avec des fonds ne provenant pas de budget public et qui ne sont pas dirigées par des fonctionnaires) mais ayant un statut d'organisation à but non lucratif et des missions d'intérêt général. Les institutions culturelles telles que les musées, les théâtres, les orchestres symphoniques, les bibliothèques sont capables d'échapper aux contraintes du marché. Les communautés sont des lieux privilégiés de création des subcultures indépendantes ; elles s'organisent dans les Community Development Corporations créées sous Jimmy Carter et qui reçoivent des aides (notamment des fondations) et bénéficient d'exonérations fiscales[22]. Par leurs programmes culturels et éducatifs, leurs chorales, les Églises animent les quartiers difficiles[23]. On estime que 2,5 millions de personnes sont sorties des ghettos entre 1990 et 2000[24], en partie grâce aux communautés de quartiers ;
- les lobbies culturels et syndicats défendent les intérêts des artistes et font pression sur le Congrès américain. L'Actor's Equity Association protège les droits des comédiens. L'Americans for the Arts, dirigé par Robert Lynch, est actuellement le principal lobby culturel aux États-Unis[25].
- Enfin, la société civile et les individus constituent d'autres acteurs essentiels de la culture américaine. La philanthropie est une tradition américaine qui remonte au moins au XIXe siècle et qui finance en grande partie la culture. Les deux philanthropes les plus célèbres sont Andrew Carnegie (1835-1919) et John Davison Rockefeller (1839-1937) et leurs fondations continuent d'aider la culture américaine.

Les États-Unis sont le premier pays du monde pour le bénévolat : 93 millions d'Américains le pratiquent à différents degrés. Le bénévolat américain est particulièrement développé dans le domaine des arts et contribue au fonctionnement de nombreuses institutions culturelles : par exemple, environ 1 500 personnes travaillent gratuitement pour le Musée des beaux-arts de Boston. Les missions des bénévoles sont diverses : assurer la promotion de l'institution culturelle dans la ville, s'occuper des guichets, guider les visiteurs dans les musées, etc.

### Budgets de la culture
Les subventions publiques, octroyées par les agences publiques américaines, sont estimées entre 20 et 39 milliards d'euros en 2005. Les financements privés, évalués à au moins douze milliards d'euros en 2005, proviennent de dons, du mécénat, des fondations.

#### À l'échelon des États fédérés
Le budget des agences culturelles des États (State Art Agencies) dépend du Congrès de chaque État. Elles reçoivent des aides du NEA, collectent des fonds privés (fundraising et recours à la philanthropie), établissent des endowments, font du lobbying dans les parlements locaux. Dans certains cas, les États lèvent des taxes sur l'immatriculation des voitures (Tennessee, Alabama, Texas, Colorado, etc). Le propriétaire peut personnaliser la plaque de son automobile en échange d'une taxe.
Les taxes sur les hôtels, des restaurants et les voitures de location servent aussi à financer la culture dans les municipalités. Les autres recettes proviennent des ventes liées au tourisme (guides, CD, etc.) ou des loteries gérées par les États (par exemple ceux de la Nouvelle-Angleterre).
La culture est encouragée au niveau local par des exonérations d'impôts (pour les dons d'œuvres d'art ou pour les dons en argent). Les biens culturels sont souvent exempts de « taxe sur la valeur ajoutée (TVA) » : la culture américaine est donc aidée de manière indirecte. Les institutions culturelles reçoivent par ailleurs des subventions directes de la part des États fédérés (line items) et des municipalités.

#### Le rôle des associations et des fondations
Il existe plus d'un million d'associations à but non lucratif aux États-Unis et le secteur non marchand représente 8,5 % du PIB (contre 4,2 % en France). Les Américains donnent chaque année 250 milliards de dollars aux associations à but non lucratif et ces dons sont exonérés d'impôts. 5,4 % de ces dons vont à la culture (soit 13 milliards de dollars). Il existe aujourd'hui 62 000 fondations aux États-Unis qui investissent chaque année 3,6 milliards de dollars rien que dans la culture. Les deux plus importantes dans ce domaine sont la fondation Ford (environ 80 millions de dollars par an) et la fondation Reynolds (58 millions de dollars par an).
Les associations à but non lucratif et les fondations sont financées par les intérêts de leur endowment (dotation placée en bourse) et par la collecte de fonds (fundraising). Les musées et galeries d'art reçoivent des donations d'œuvres qui sont exonérées de droits de succession. En retour, les institutions culturelles octroient des privilèges aux généreux donateurs (dîners de gala, places, visites guidées, nom du donateur sur une plaque ou attribué à une galerie, etc.).
Enfin, le mécénat d'entreprise (corporate funding) existe mais reste un phénomène récent et marginal dans les budgets culturels : en effet, il ne représente que 5,6 % des dons. Il est utilisé par les entreprises soucieuses d'améliorer leur image de marque.

#### Un exemple de financement: les musées

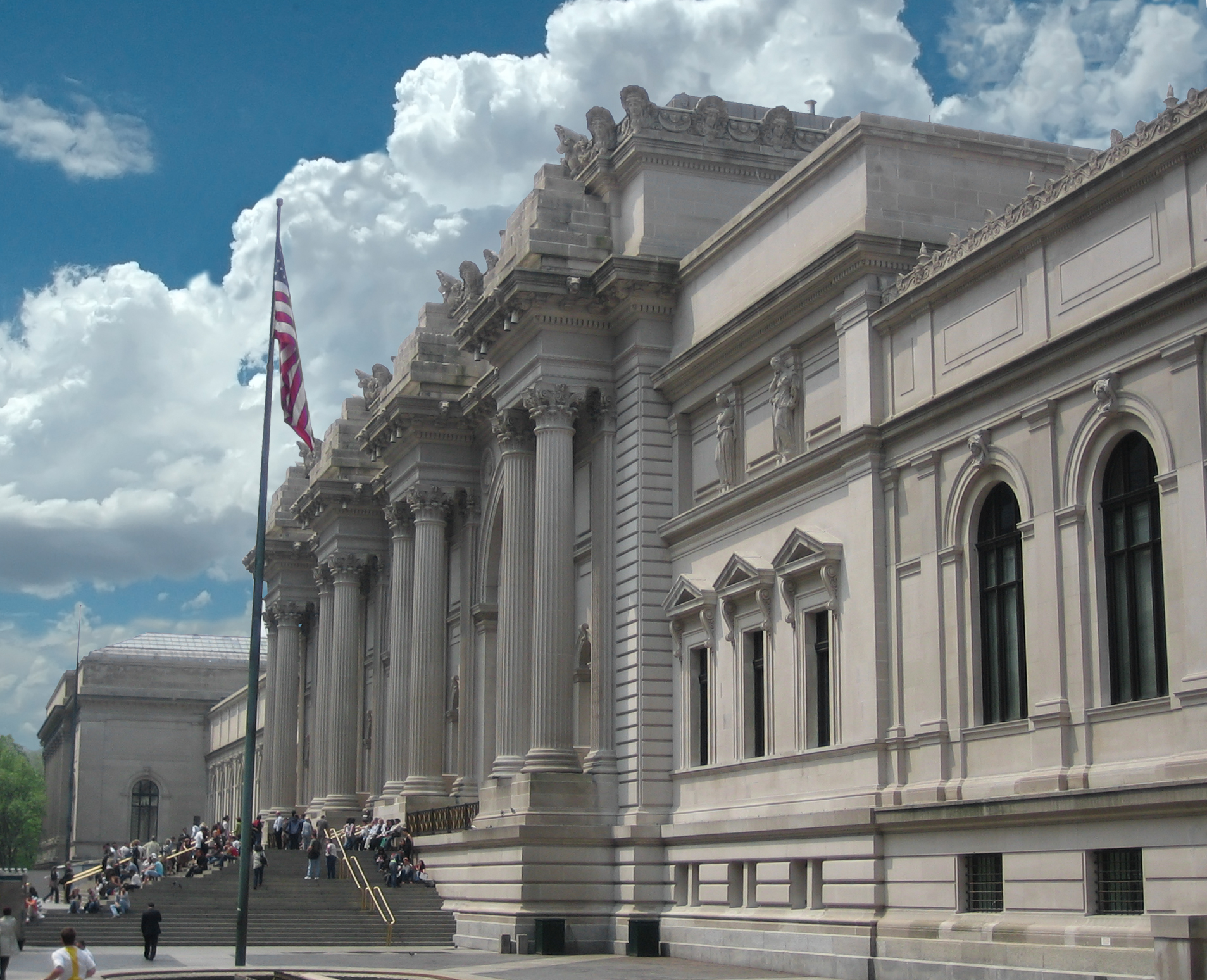
Metropolitan Museum of Art, l'un des plus grands musées du monde (New York)

Depuis les années 1970, les musées américains diversifient leurs sources de revenus. Les recettes des musées, comme celles des autres associations à but non lucratif, proviennent des entrées des visiteurs, de l'endowment (10 %), du mécénat d'entreprise et des dons (35 %), mais aussi de fonds publics et gouvernementaux (environ 25 %) : par exemple, la National Gallery of Art (Washington) est le seul musée américain directement financé par l'État fédéral. Si les expositions temporaires sont payantes, l'accès aux collections permanentes reste quant à lui gratuit. L'Institut des services des musées et des bibliothèques, créé en 1976, distribue des subventions publiques aux musées et aux bibliothèques du pays.
Dans les années 1970, le directeur du Metropolitan Museum of Art (New York) Thomas Hoving fut l'un des premiers à faire entrer le musée dans la culture de masse, avec la création de grandes expositions « blockbusters », destinées à attirer le maximum de personnes. C'est aussi à cette époque que le « MET » se dote de librairies, de restaurants et de cafés dont la concession rapporte beaucoup d'argent. Les grands musées américains reçoivent de nombreuses donations et louent également leurs œuvres à l'étranger.

### Pratiques culturelles
Les pratiques culturelles des Américains de plus de 18 ans en 2002 sont très proches de celles des Européens : 40 % ont fait une sortie culturelle dans l'année. Les Américains vont davantage écouter du jazz et voir des comédies musicales et de films que les Européens. Ils sont 12 % à fréquenter les concerts de musique classique contre 8 % des Français. Les Américains lisent moins que les Européens. C'est à l'ouest du pays que les pratiques artistiques sont les plus fréquentes. La Nouvelle-Angleterre reste la première région pour le théâtre de texte, la musique et la danse classique. Le Sud est plus défavorisé. Les habitants des banlieues éloignées ont moins accès à la culture que les autres Américains. Les personnes peu diplômées, les Latinos et les Noirs sont en retrait pour la culture d'élite. Cependant, leur situation s'améliore lentement : alors que 5,8 % des Noirs allaient au théâtre au moins une fois dans l'année en 1982, ils sont 12 % en 1992.

### Quelques statistiques et indicateurs socio-culturels
Chiffres issus de L'état du monde 2006 et de l'ouvrage De la Culture en Amérique de Frédéric Martel :
- nombre d'artistes (2002) : 2 millions, soit plus qu'en Europe[38] (ce chiffre comprend les acteurs, les musiciens et les écrivains) ;
- nombre de bibliothèques : 120 000 (soit un des plus hauts taux au monde par habitant) ;
- nombre de musées : 17 500 (dont 1 000 musées d'art) ;
- nombre de compagnies de danse professionnelles : 250 ;
- nombre d'orchestres symphoniques : 1 800 (dont orchestres permanents 900, dont orchestres professionnels 350) ;
- nombre de compagnies d'opéra : 96 ;
- nombre de théâtres professionnels à but non lucratif : 1 270 ;
- nombre de théâtres communautaires (Noirs, Hispaniques, Gays...) : 7 000 ;
- nombre de médecins pour 1 000 habitants (en 2003) : 2,93 ;
- scolarisation 2e degré pour 100 (en 2003) : 85,3 ;
- scolarisation 3e degré pour 100 (en 2003) : 81,4 ;
- pourcentage d'une classe d'âge entrant à l'université : 81 % (contre, 54 % environ en France sans compter les CPGE, les IUT/BTS et autres formations non universitaires) [Chiffre Unesco, 2001-2002] ;
- nombre de téléviseurs pour mille habitants (en 2003) : 938 ;
- livres publiés (titres) (en 2006) : 150 000 (dont seulement 1 500 environ en traduction soit près de 1 %) ;
- taux de chômage des comédiens : 35 % ; beaucoup ont deux emplois ;
- pratiques culturelles des Américains de plus de 18 ans en 2002[38] :
  - 40 % ont fait une sortie culturelle dans l'année (hors cinéma : foire, concert de rock, artisanat),
  - 3 % sont allés à l'opéra,
  - 12 % sont allés au théâtre (hors comédie musicale),
  - 11 % sont allés à un concert de jazz,
  - 27 % ont fréquenté un musée d'art.

## Les lieux de la culture américaine

### Musées
Il existe aujourd'hui environ 17 500 musées aux États-Unis. Selon une étude menée par Lake, Snell & Perry, les musées, les zoos et les jardins botaniques du pays ont reçu 865 millions de visiteurs en 1999.

### Bibliothèques

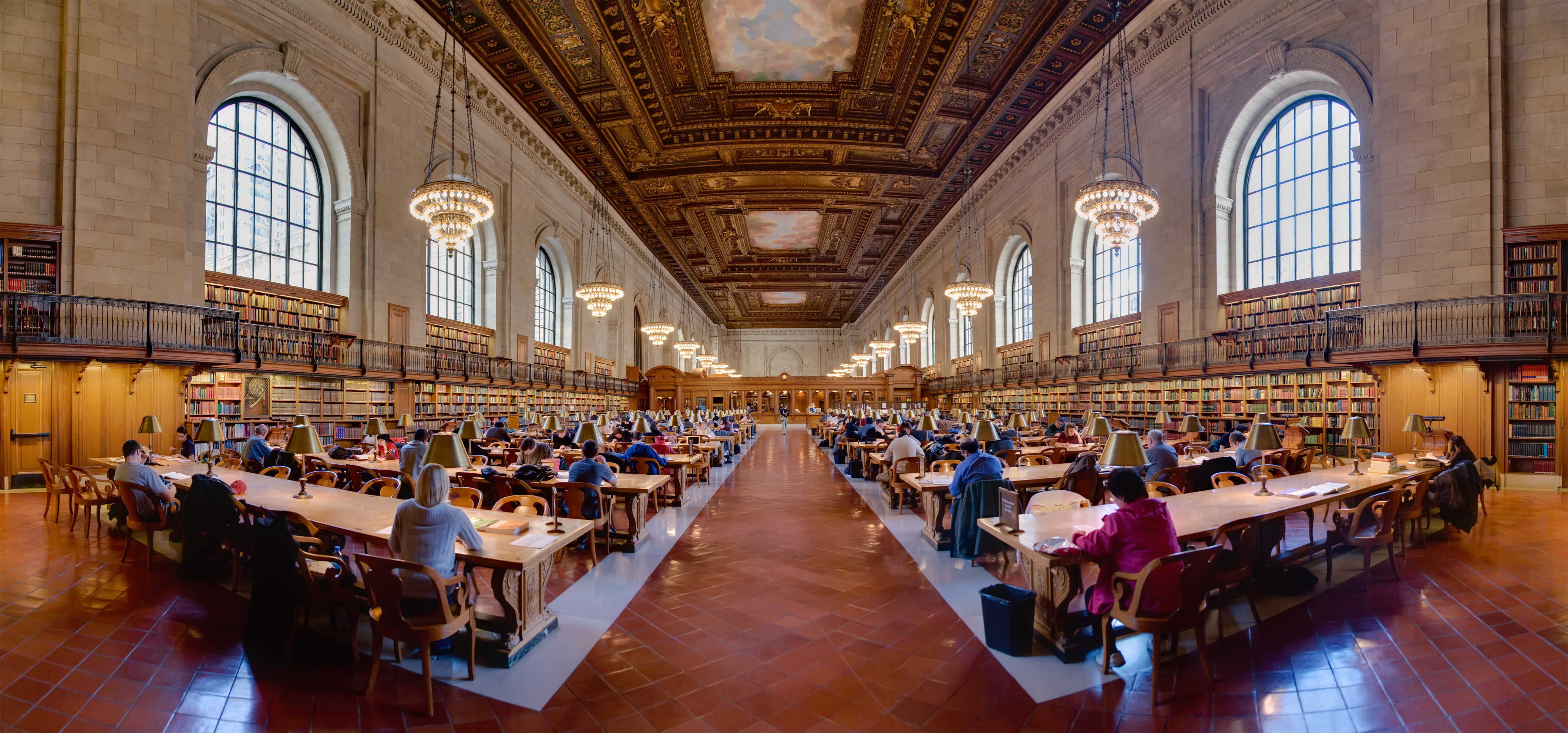
La bibliothèque de New York

Les États-Unis comptent près de 16 400 bibliothèques municipales publiques, et jusqu'à 116 000 si l'on compte les écoles et les annexes de quartier. Chaque année, elles sont fréquentées par près de 800 millions de visiteurs et procèdent à 1,5 milliard de prêts. Les bibliothèques sont gratuites ; elles sont gérées par les municipalités et les comtés. Plusieurs bibliothèques possèdent plus de 10 millions de livres et sont parmi les premières du monde : la bibliothèque du Congrès (1800, Washington, 29 millions de livres), la New York Public Library (1848, 17 millions de volumes), la bibliothèque de l'université Harvard (1638,
15 millions de livres) et celle de l'université Yale (12 millions).

## Culture des élites

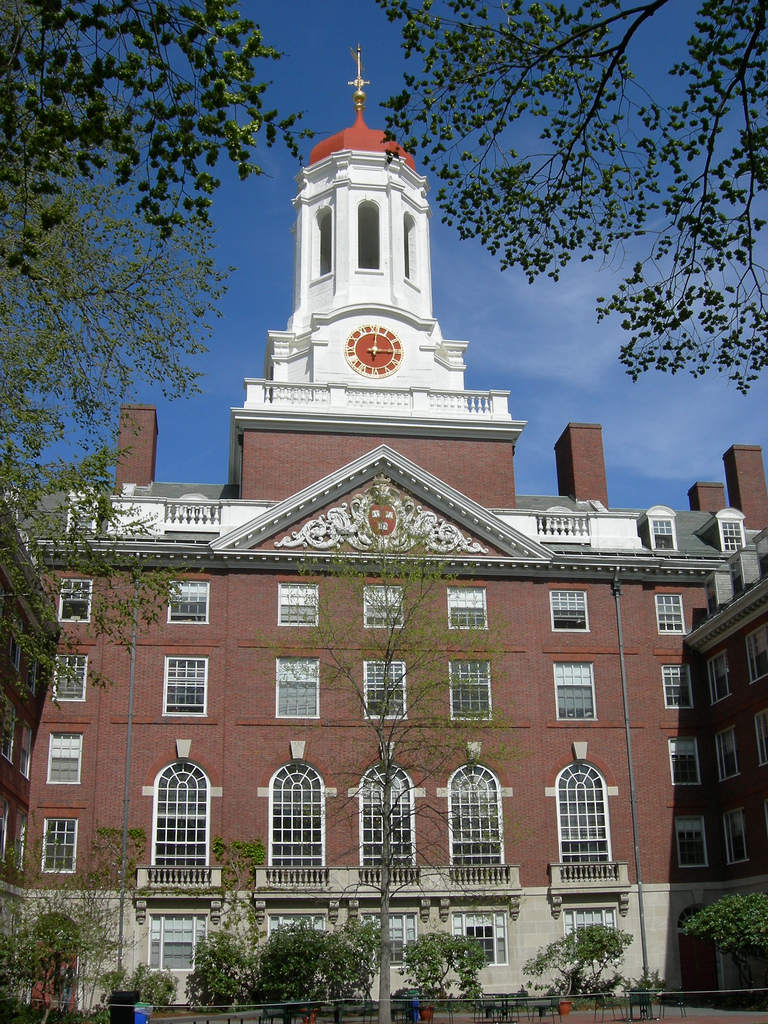
Dunster House à l'université Harvard. Harvard symbolise la culture élitiste aux États-Unis.

Il faut distinguer deux types de culture aux États-Unis : la culture savante et élitiste (high culture), apparemment méconnue en Europe, et la culture populaire (mainstream, lowbrow culture) qui semble avoir conquis le monde entier.
Les États-Unis constituent l'un des foyers importants de la création artistique et du renouvellement des connaissances humaines. Le pays compte 1 700 orchestres symphoniques ; chaque année, l'opéra attire 7,5 millions d'Américains et les musées enregistrent 500 millions d'entrées, souvent gratuites. Les pratiques culturelles sont très proches, d'ailleurs, de celles des Français : 3 % des Américains sont allés à l'opéra dans l'année écoulée, contre 2 % des Français. Le ministère du Travail recense 2,1 millions de personnes exerçant une profession artistique,.

### Les arts plastiques

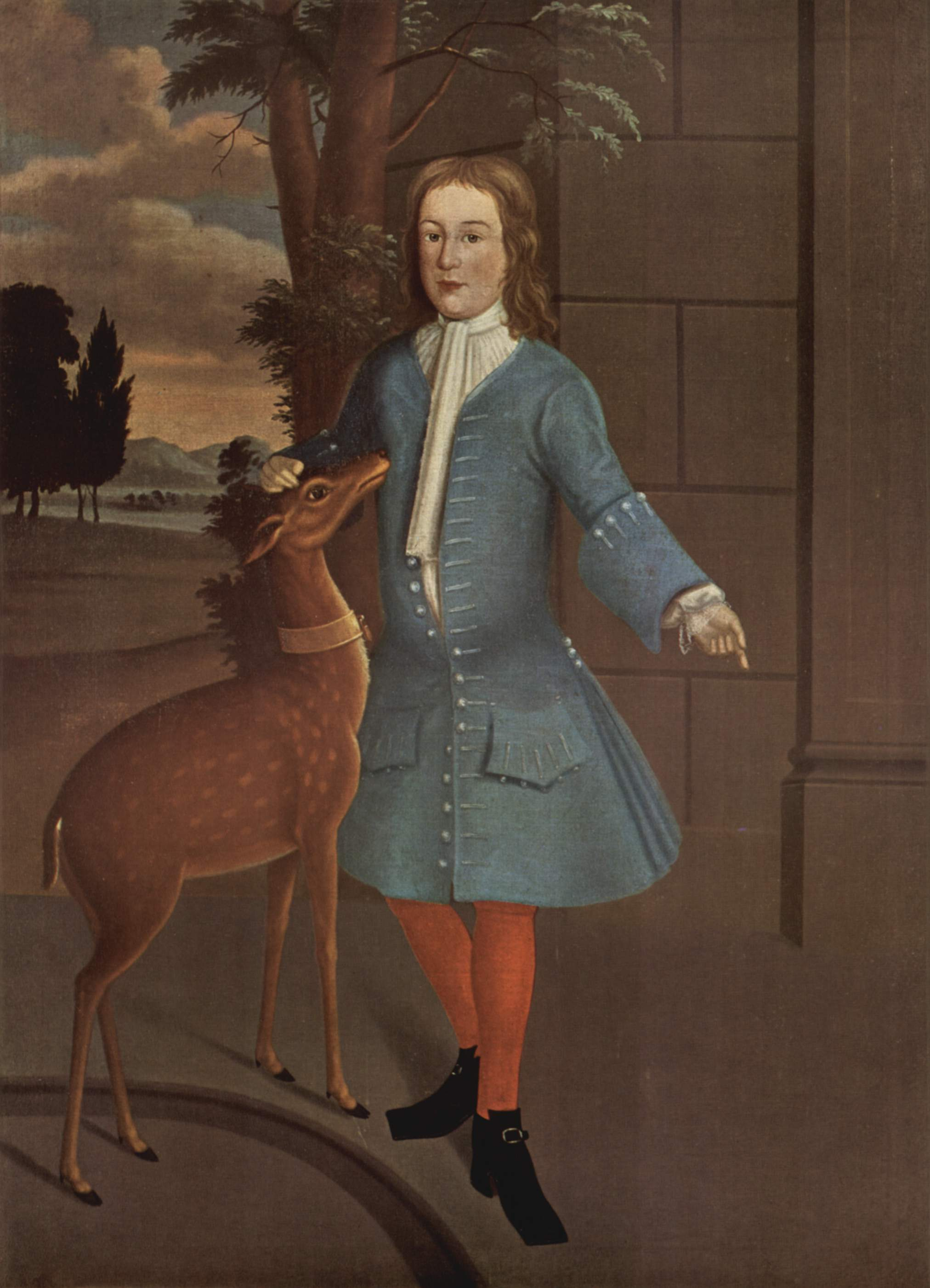
Portrait de John van Cortlandt, peintre américain de 1730, Brooklyn Museum.

Pendant l'époque coloniale, la culture des États-Unis était tout à fait européenne. Les riches Américains (c'est-à-dire les Européens qui habitaient les colonies) importaient leur mobilier et leurs œuvres d'art de leur métropole en Europe. Même au XIXe siècle, les riches magnats se font construire des palais en empruntant les styles architecturaux européens (édifices néoclassiques, néogothiques ou néorenaissances). C'est naturellement, donc, que les premiers artistes américains suivaient le style à la mode en Europe pendant cette ère - le néoclassicisme. Les artistes tels que Copley, West et Leutze ont peint les grandes scènes de l'histoire des États-Unis (La Mort du Général Wolfe, Washington Traversant la Delaware) dans ce style dramatique.
De nombreux artistes américains résident en Europe : West, Whistler, Sargent. L'impressionnisme fait des émules outre-Atlantique.
- art amérindien
- peintres du XIXe siècle
  - Whistler
  - Sargent
  - Thomas Doughty (1793-1856)
  - Albert Bierstadt (1830-1902)
  - Martin Johnson Heade (1819-1904)
  - Winslow Homer
  - Mary Cassatt (1844-1926)
- peintres du XXe siècle
  - Edward Hopper
  - Jackson Pollock
  - Mark Rothko
  - Andy Warhol
  - Roy Lichtenstein
  - Charles Bell
- Sculpteurs du XIXe siècle
  - Hiram Powers (1805-1873)

### Littérature américaine

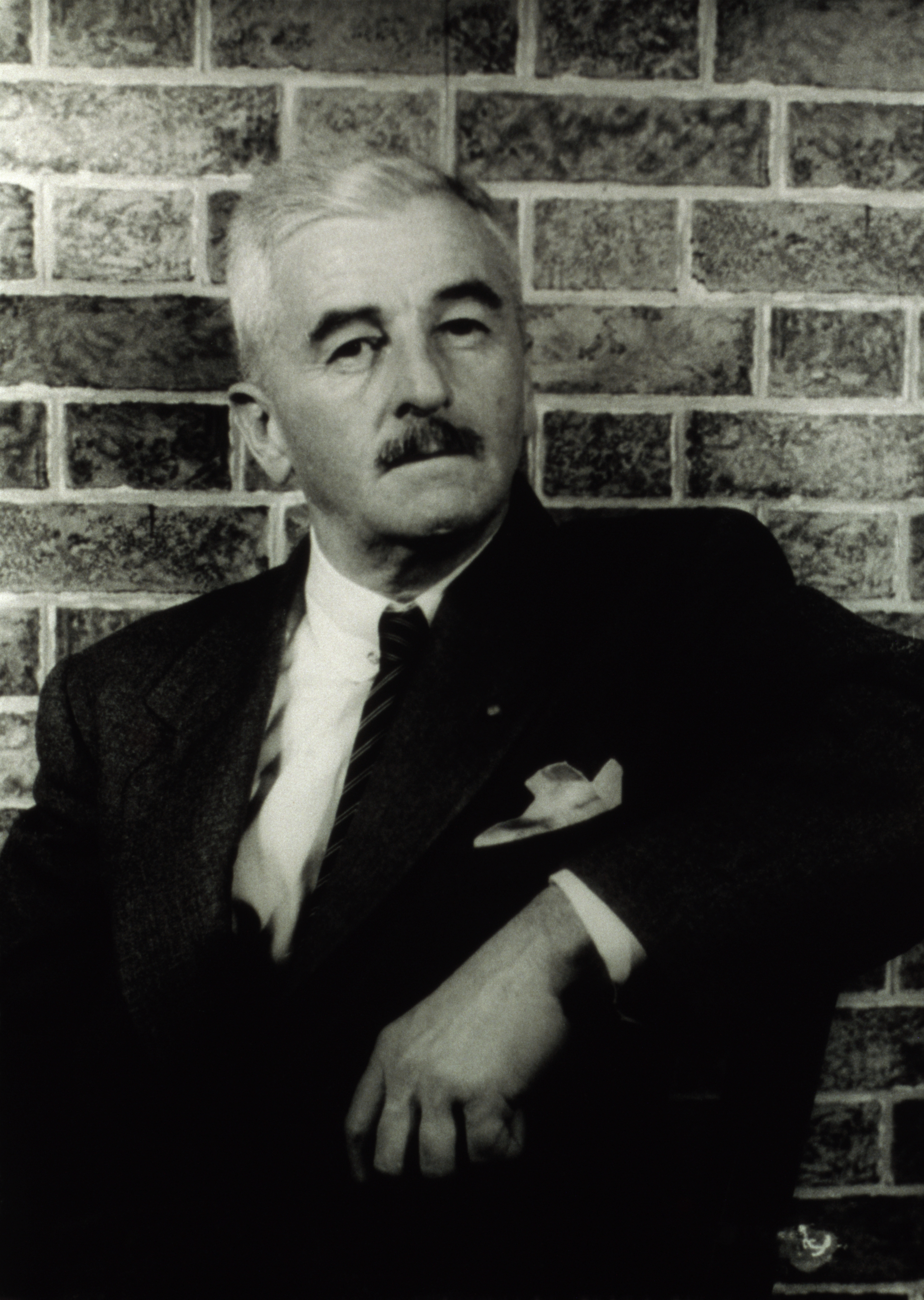
William Faulkner en 1954.

- Liste d'écrivains américains par ordre chronologique
- Liste d'écrivains américains par ordre alphabétique
- Ethnicité
  - Société pour l'étude de la littérature multi-ethnique aux États-Unis (en) (1974)
  - Littérature noire américaine
  - Littérature américaine du sud-est (en)
  - Littérature américaine en espagnol (en), Letras Latinas (en)
  - Littérature américaine juive (en)
  - List of writers from peoples indigenous to the Americas (en)
- Littérature américaine par genre, Œuvres littéraires américaines
  - Essais américains
  - Romans américains
  - Nouvelles américaines
  - Contes américains
  - Bandes dessinées américaines
  - Philosophie américaine
  - Revues américaines
  - Poésie des États-Unis, Liste de poètes américains, Poètes américains, Poèmes américains
  - Iceberg Theory (en)
  - Prix littéraires aux États-Unis
  - Théâtre aux États-Unis, Théâtre américain (rubriques), Pièces de théâtre américaines

### L'histoire
Le succès de nombreuses expositions révèle l'intérêt des Américains pour l'histoire : à la fin des années 1970, l'exposition itinérante sur Toutânkhamon avait attiré près de 8 millions de visiteurs. À partir de juin 2005 et pour 27 mois, une nouvelle exposition sur le même pharaon sera présentée dans plusieurs musées américains.
Le patrimoine historique est protégé par la loi dite « National Historic Preservation Act », promulguée en 1966 et destinée à inventorier les lieux intéressants. Aujourd'hui, des dizaines de milliers de lieux sont classés aux États-Unis. Il existe trois niveaux de classement :
1. Inscription simple au National Register of Historic Places qui interdit la destruction de l'édifice et offre des subventions locales pour l'entretien du bâtiment ;
2. Le patrimoine reconnu d'importance nationale est aussi inscrit au National Register of Historic Places ; il bénéficie de subventions fédérales ;
3. Le National Historic Landmark concerne 2 500 édifices importants[51] comme les capitoles, les musées, les résidences des gouverneurs, etc.

La restauration des édifices historiques est décidée à l'échelon des États fédérés, par le State Historic Preservation Office. La préservation du patrimoine historique a également lieu dans le cadre des municipalités : par exemple, la ville de New York veille à la conservation de 23 000 bâtiments et 82 secteurs, soumis à une réglementation draconienne.
Les historiens américains :
- Robert Caro
- Robert Paxton
- George F. Kennan
- Henry Adams (historien)
- Hugh Borton
- Moses Finley
- John Fiske
- Raul Hilberg
- George F. Kennan
- George Washington Williams

Les instituts d'archéologie américains :

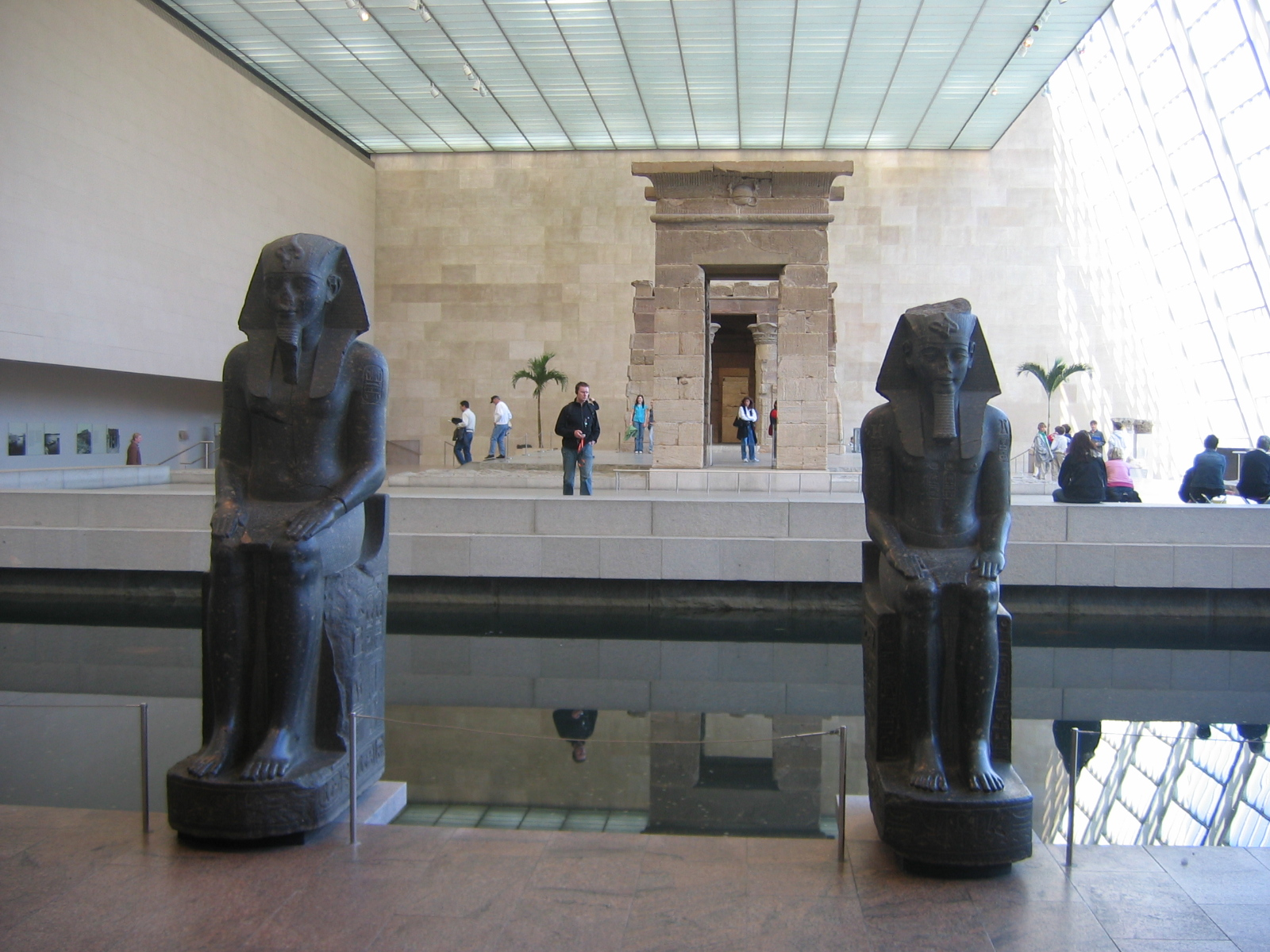
Temple de Dendur, conservé au Metropolitan Museum of Art de New York

- L'institut américain en Italie, fondé en 1894
- L'école américaine d'études classiques, en Grèce, fondée en 1882

La plus grande bibliothèque du monde se trouve à Washington : il s'agit de la Bibliothèque du Congrès qui conserve 29 millions d'ouvrages soit trois fois les collections de la bibliothèque nationale de France. On y trouve des manuscrits du Moyen Âge et un grand nombre d'incunables.
L'American Folklore Society, fondée en 1888, recueille les traditions des groupes ethniques et immigrés.

### L'architecture aux États-Unis
Le souci de préserver et d'entretenir le patrimoine historique existe bel et bien aux États-Unis. Les quartiers anciens des villes sont réhabilités à Baltimore, Boston, Charleston, Mobile, La Nouvelle-Orléans, Philadelphie, Providence, San Francisco, Santa Fe et Savannah. On peut citer :
- Williamsburg, Virginie, XVIIe et XVIIIe siècles ;
- Baltimore, Maryland ;
- Charleston, Caroline du Sud ;
- Georgetown, dans le District of Columbia ;
- Lexington dans le Massachusetts ;
- Savannah, Géorgie ;
- Saint Augustine, Floride.

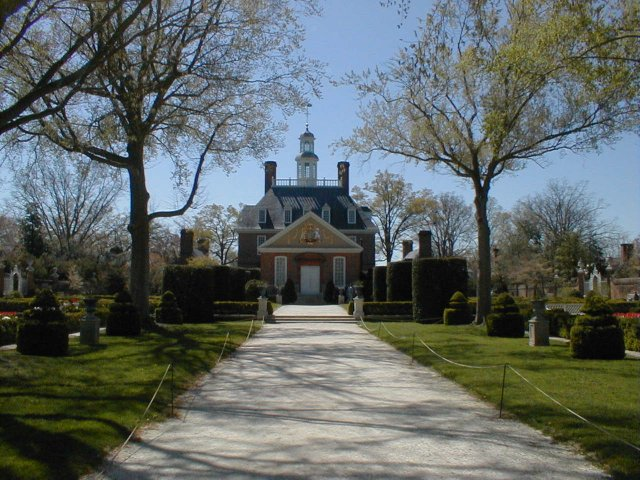
Palais des gouverneurs, Williamsburg, Virginie
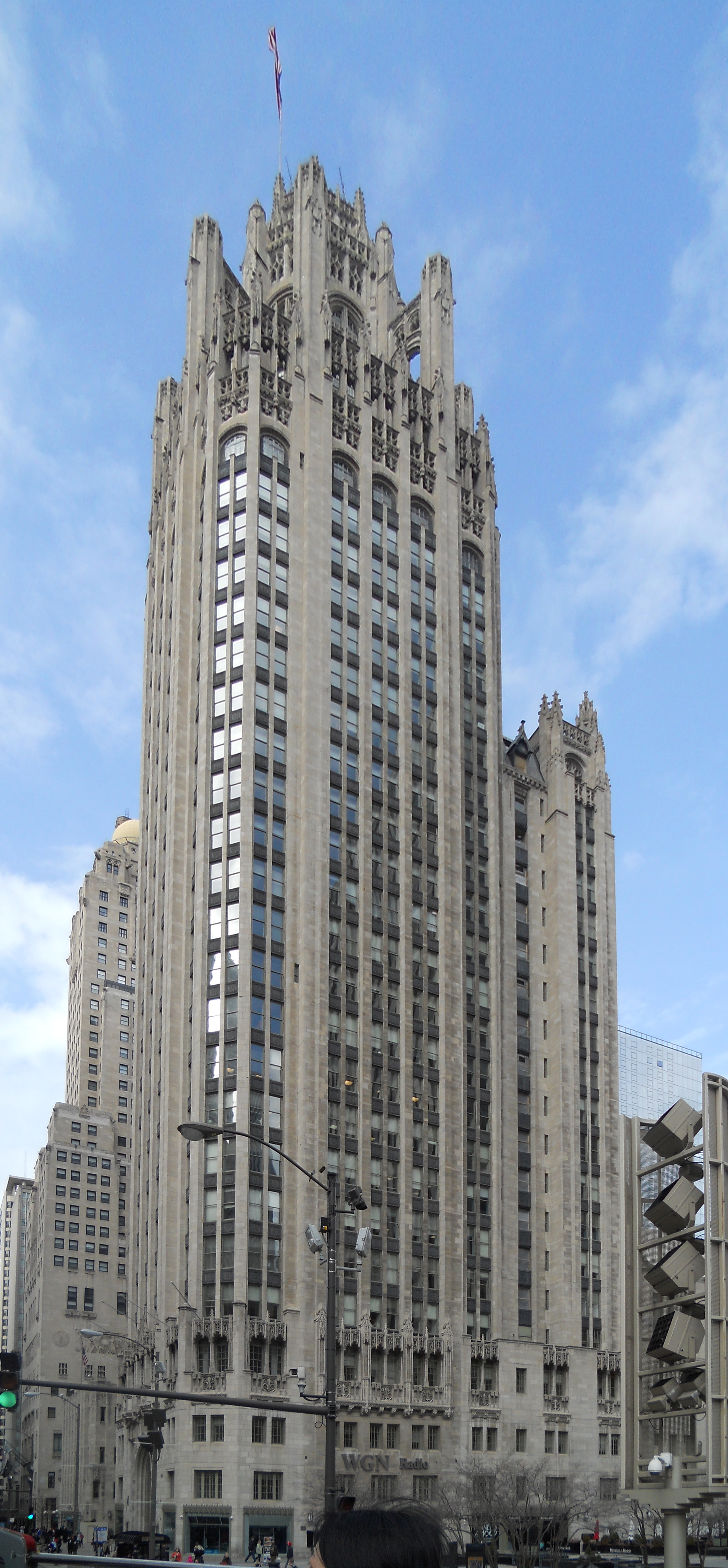
La Tribune Tower à Chicago
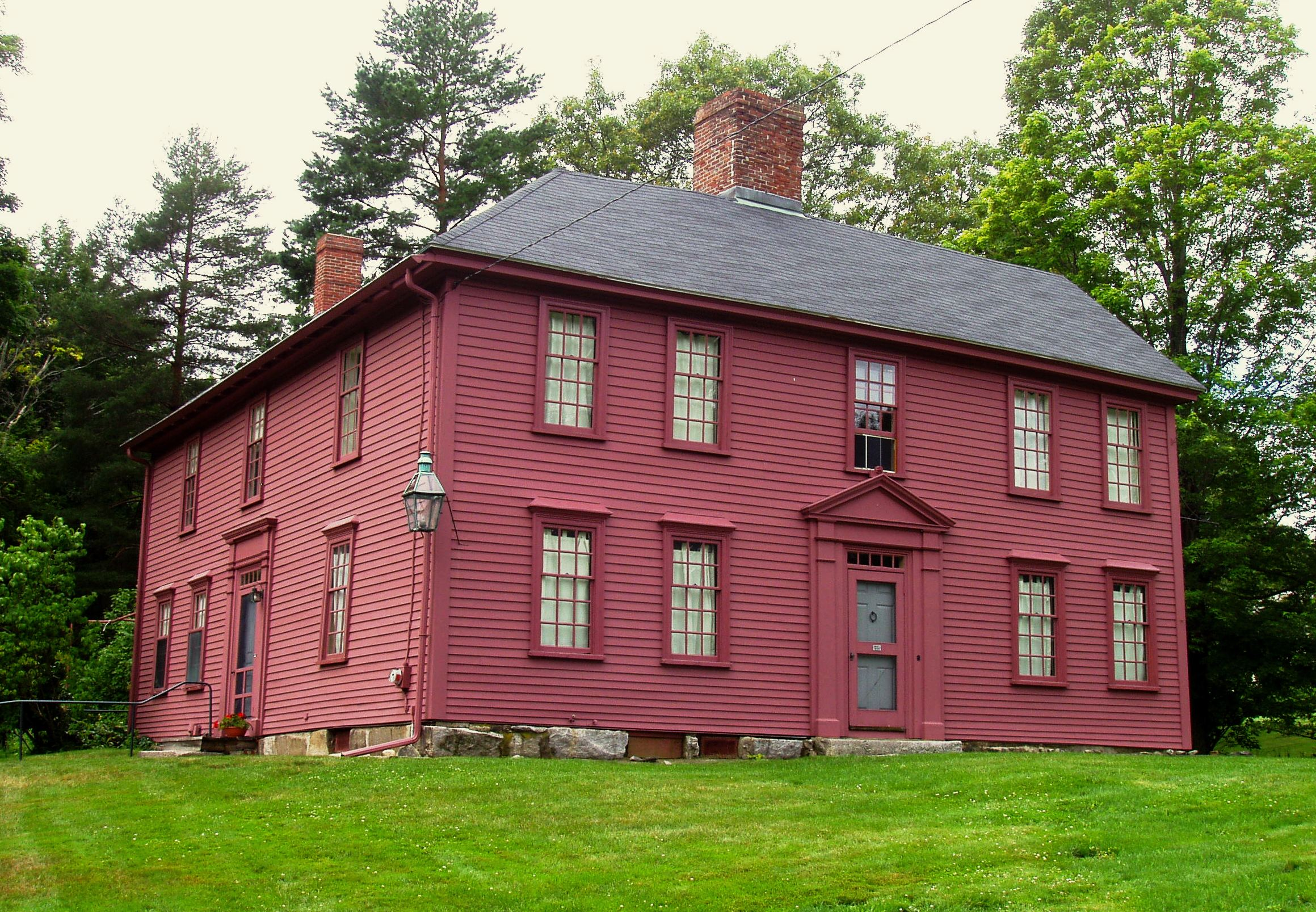
Monroe Tavern, Lexington
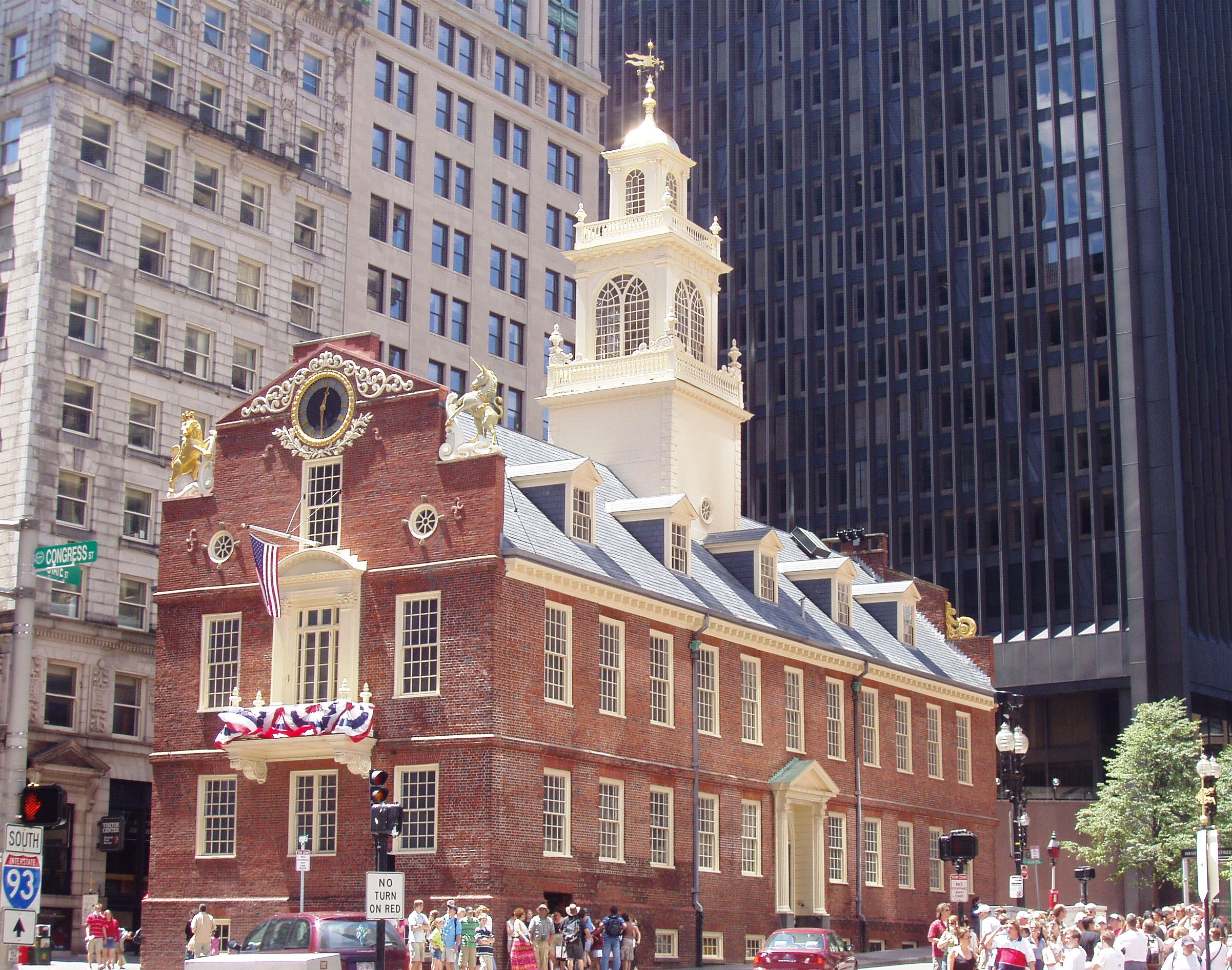
Old State House à Boston
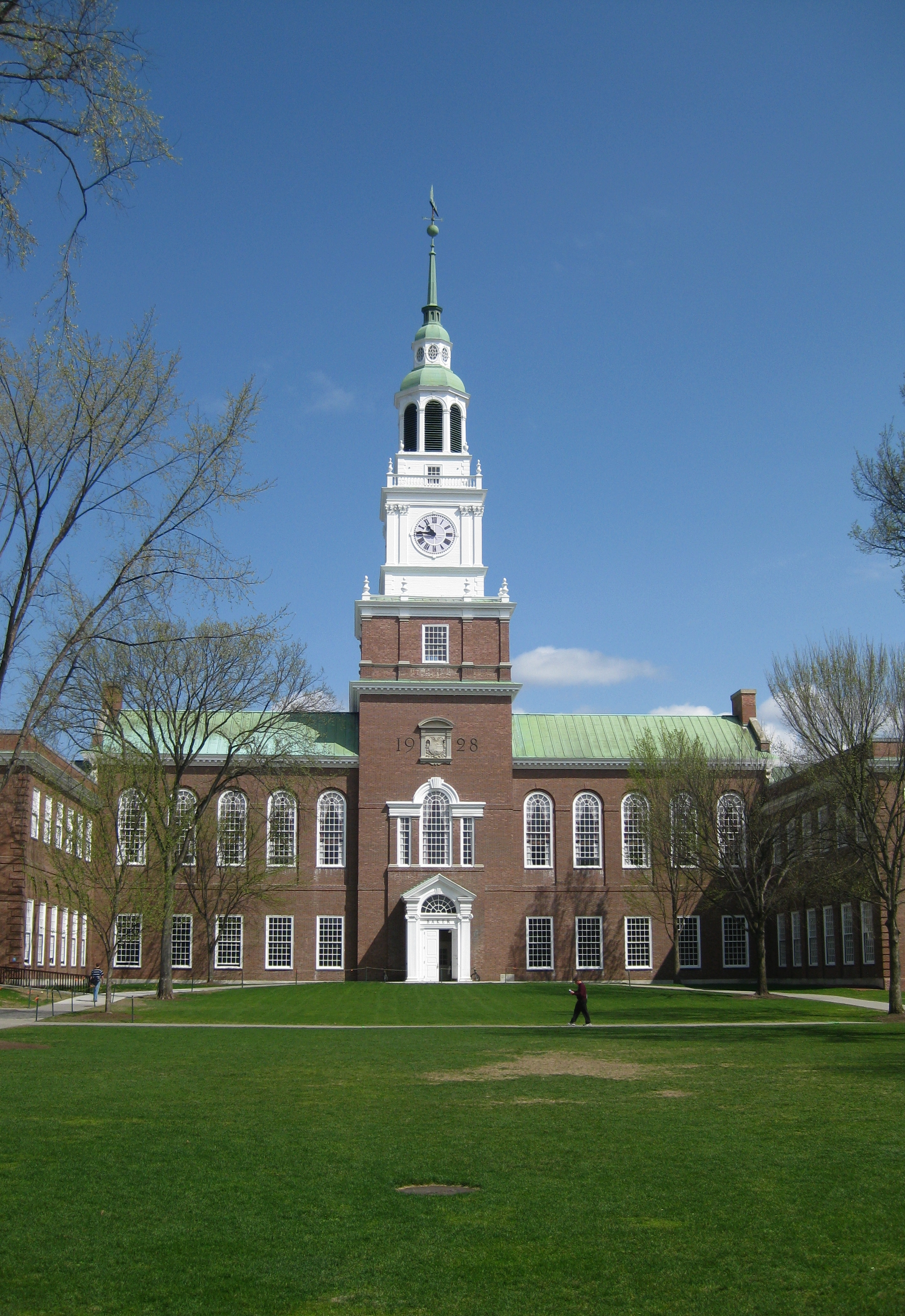
Dartmouth College, Baker Building, dans le New Hampshire
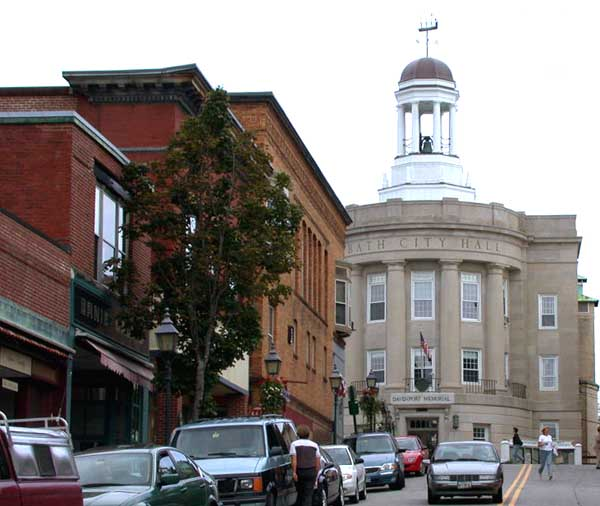
Bath, hôtel-de-ville, dans le Maine
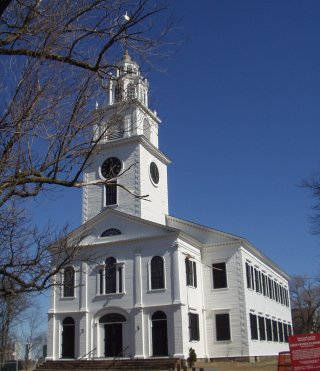
First church, Roxbury, Massachusetts

### Enseignement
- Enseignement secondaire : la priorité n'est pas donnée à l'éducation artistique, particulièrement dans les écoles publiques (qui sont très majoritaires aux États-Unis).
- Enseignement supérieur (4 000 établissements d'enseignement supérieur, 3 500 colleges/campus, 1 400 universités) : en revanche, une des particularités des États-Unis c'est que la vie culturelle est très développée sur les campus universitaires qui comptent 3 527 bibliothèques, 2 300 « performing arts center » (théâtre/musique/danse), 700 musées, 345 salles de concerts rock et pop, 300 radios universitaires libres, 320 labels indépendants et 110 maisons d'édition à but non lucratif. « L'Université tient une place centrale dans le système culturel américain et est le premier employeur d'artistes aux États-Unis[52],[28]. »

## Culture populaire

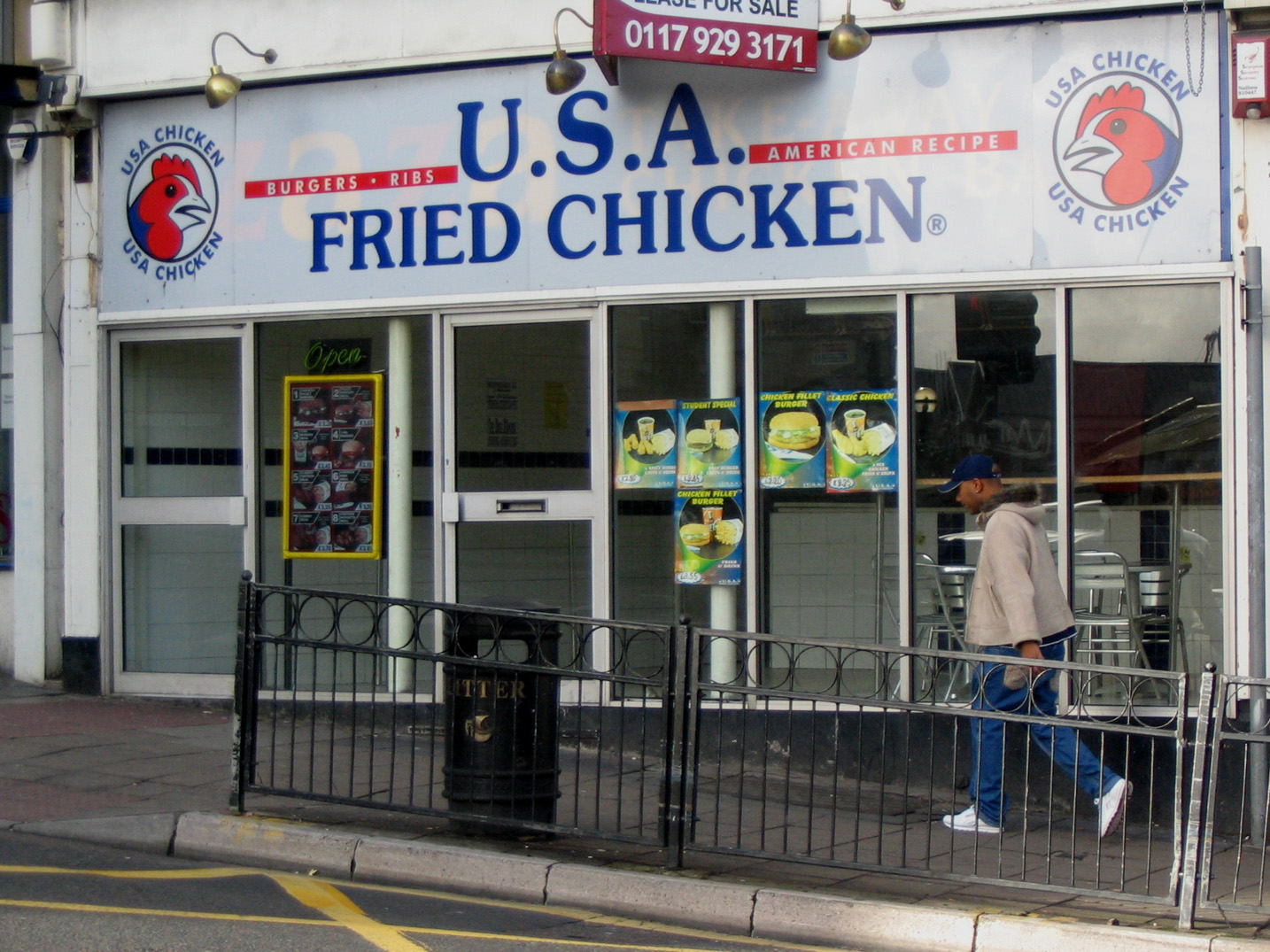
Restaurant à Bristol au Royaume-Uni

### L'American Way of Life
- Une culture qui s'est exportée grâce à la langue anglaise et aux médias
- Une standardisation des produits

### Festivals
Chaque année sont organisés des milliers de festivals à travers le pays : ceux qui ont lieu en plein air, sur les places des villes ou dans les parcs, sont généralement gratuits. Ils consistent en projections de films, pièces de théâtre, concerts.
Parmi les festivals de l'été les plus connus, on trouve le New York Shakespeare Festival, qui a lieu à Central Park.

### Sports

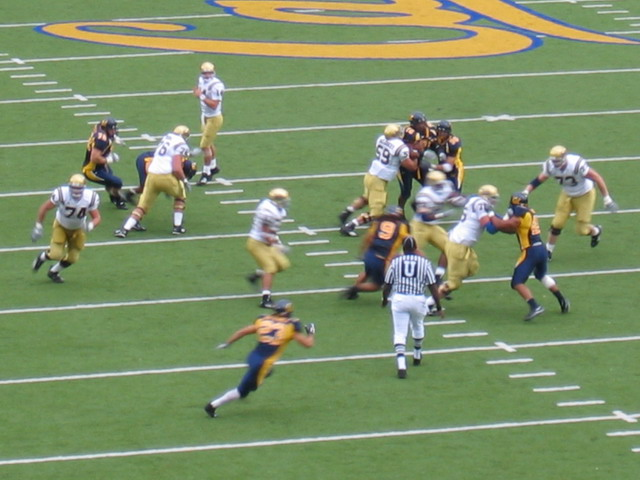
Football américain

- Football américain (NFL)
- Baseball (MLB)
- Basket-ball (NBA)
- Hockey sur glace (NHL)
- Catch (WWE, TNA, ROH, Chikara)
- Crosse (NLL, NCAA, MLL)

### Musique

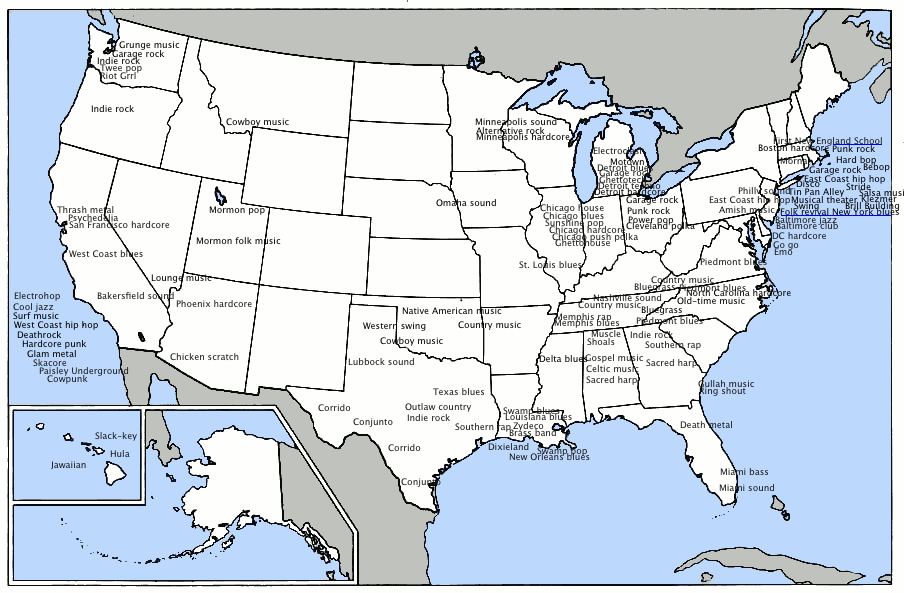
Carte des courants musicaux

- Bebop
- Bluegrass
- Blues
- Breakdance
- Charleston
- Country
- Disco
- Funk
- Gospel
- Hip-hop
- House
- Heavy metal
- Old-time music
- Ragtime
- Rap
- Rock
- Swing
- Techno
- Jazz

### Cinéma
- Cinéma américain, Cinéma américain (rubriques)
- Réalisateurs américains, Réalisatrices américaines
- Films américains, Films américains par genre
- Cinéma d'animation aux États-Unis

### Loisirs

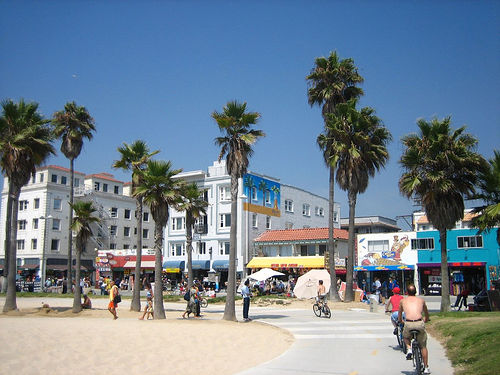
Le bikepath à Venice Beach, L.A., Californie : une civilisation des loisirs

- Le bowling fut inventé aux États-Unis au XIXe siècle.

Plusieurs jeux de société ont été inventés aux États-Unis :
- Le Monopoly a été créé en 1935 par Charles Darrow, un ingénieur américain.
- Le jeu de Scrabble a été conçu en 1931 par Alfred Mosher Butts, architecte new-yorkais.

### Bande dessinée
En anglais, les bandes dessinées s'appellent des « comics ». La tradition des comic strips dans la presse quotidienne américaine était extrêmement populaire au 20e siècle.

### Civilisation matérielle et des loisirs

#### Habitudes alimentaires

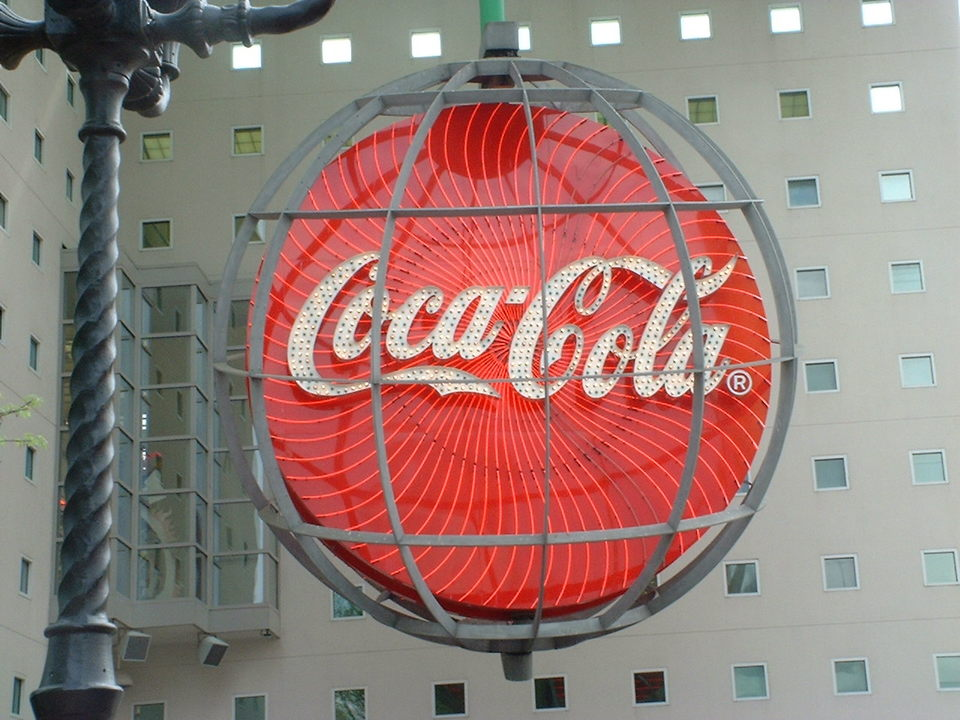
Le logo de Coca-Cola, dont le siège est à Atlanta.

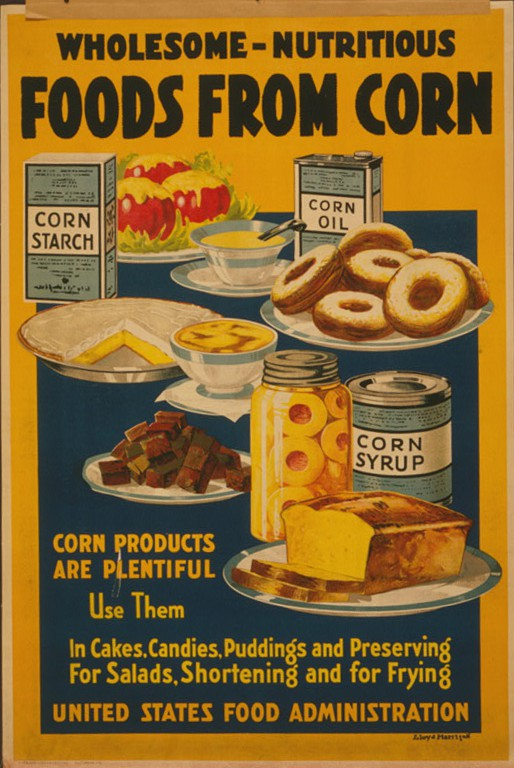
Affiche de l'United States Food Administration sur les utilisations du maïs

Une vraie cuisine américaine a toujours existé. Très marquée par l'immigration allemande durant le XIXe siècle, c'est peut-être la cuisine la moins anglo-saxonne des pays anglophones. La cuisine des États-Unis a aussi ses régionalismes.
Dans l'est, les traditions européennes sont importantes. La cuisine amish en Pennsylvanie est simple et copieuse, proche de celles des pays du nord de l'Europe. À New York, la communauté juive est à l'origine des bagels. La cuisine de la Nouvelle-Angleterre offre des plats simples à base de produits de la mer et de produits laitiers. Les plats incluent des produits régionaux tels que le sirop d'érable et les airelles ; ils sont servis avec des pommes de terre et souvent accompagnés de crème. Ils sont assaisonnés avec du persil, de la sauge et de la noix de muscade. La cuisine virginienne utilise des produits locaux comme le jambon fumé, les fruits de mer, le maïs (Hush puppies (beignets de maïs)), le bourbon.
La cuisine du Sud des États-Unis (« southern cooking » ou bien « country cooking »), cuisine authentique et paysanne, mélange diverses traditions : la soul food est une spécialité de la communauté afro-américaine à base de friture accompagnée de riz et de sauce piquante. La cuisine cadienne (gumbo, jambalaya) est pratiquée à l’est du Texas et en Louisiane. La cuisine cadienne a été introduite en Louisiane par les Acadiens. Elle est d’origine française avec des influences espagnoles, africaines et amérindiennes. Son influence française se remarque, entre autres, dans l’utilisation du roux. Elle se caractérise par son recours aux épices, aux oignons, aux poivrons, aux okras (gombo en français cadien) et au céleri. Les fruits de mer, mais surtout les écrevisses (crawfish), tiennent une place prépondérante dans la cuisine cadienne. Les sauces sont épaissies à l’aide de poudre de gumbo filé faite de feuilles de sassafras. La cuisine du sud utilise des produits maritimes (poissons, crustacés, coquillages), cubains (riz, haricots noirs, porc) et tropicaux (fruits), souvent relevés par des épices. En Floride, les agrumes (orange, citron, pamplemousse) sont utilisés dans les desserts mais aussi dans de nombreux plats sucrés-salés (poulet, poisson, etc.).
Au Texas, la place importante de l’élevage se retrouve dans la tradition du barbecue qui reste fortement attachée à la culture de cet État. Il existe plusieurs types régionaux de barbecue, cuits sur différents bois : celui de l’est privilégie la viande de porc, accompagnée de sauce tomate. Le barbecue a été modifié par les goûts des immigrants, allemands et tchèques dans le centre, mexicains dans le sud. Les influences hispaniques se retrouvent dans la cuisine Tex-Mex. Le chili con carne est une sorte de ragoût épicé à base de bœuf, de piments et de haricots rouges d’origine texane.
Enfin, la cuisine californienne est une cuisine légère et naturelle.
De nombreuses productions américaines sont consommées chaque jour sur tous les continents. Voir :
- chewing-gum ;
- fast-food ;
- Coca-Cola ;
- hamburger ;
- pop-corn.

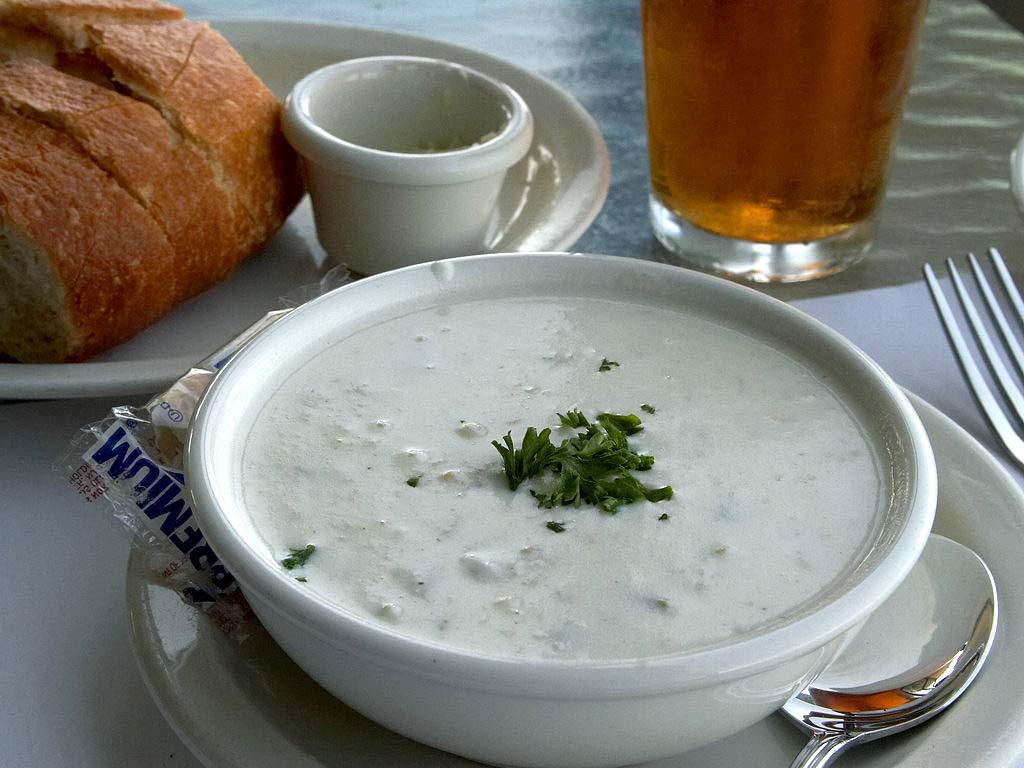
Chaudrée de palourdes (chowder), Nouvelle-Angleterre
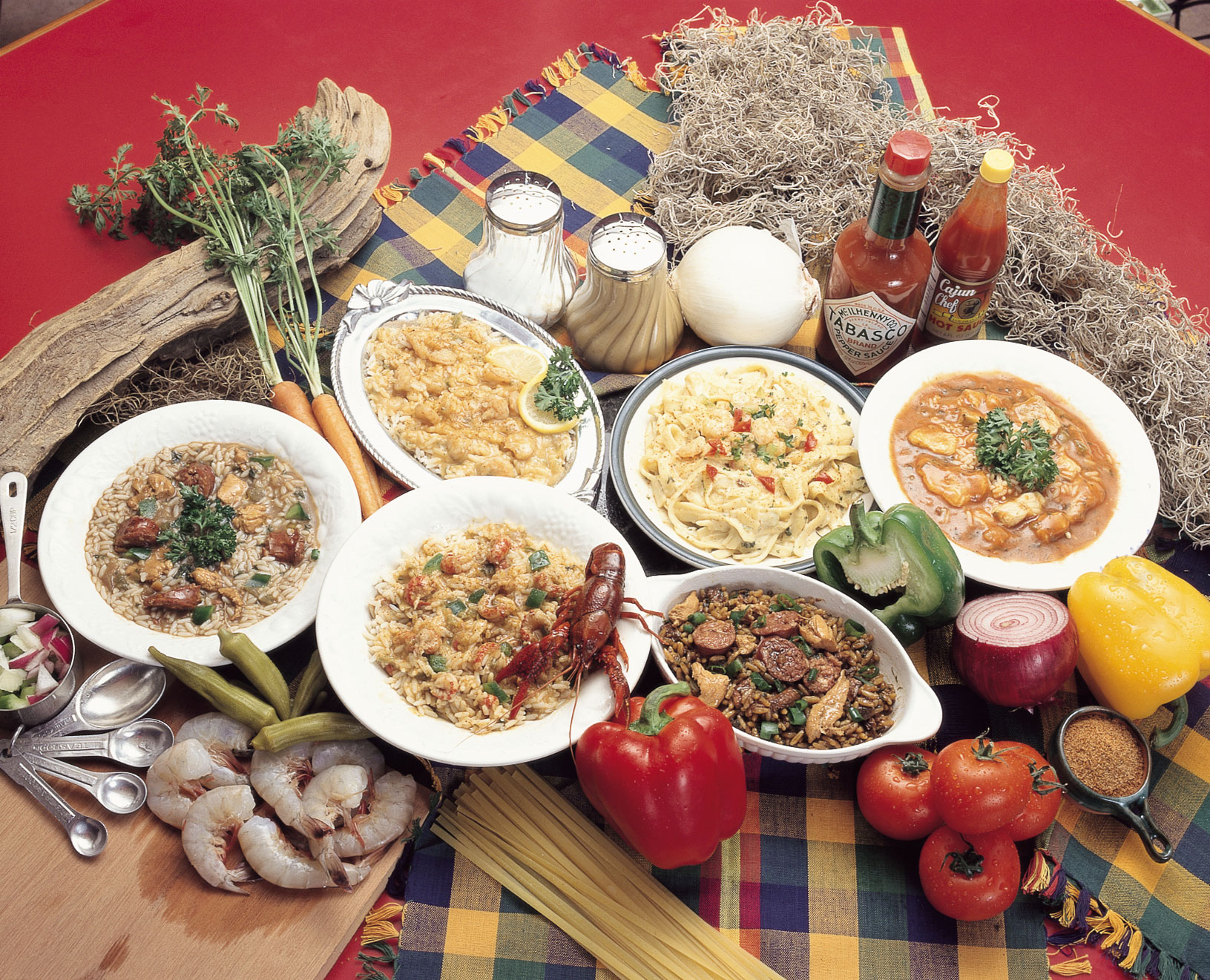
Cuisine créole de la Louisiane
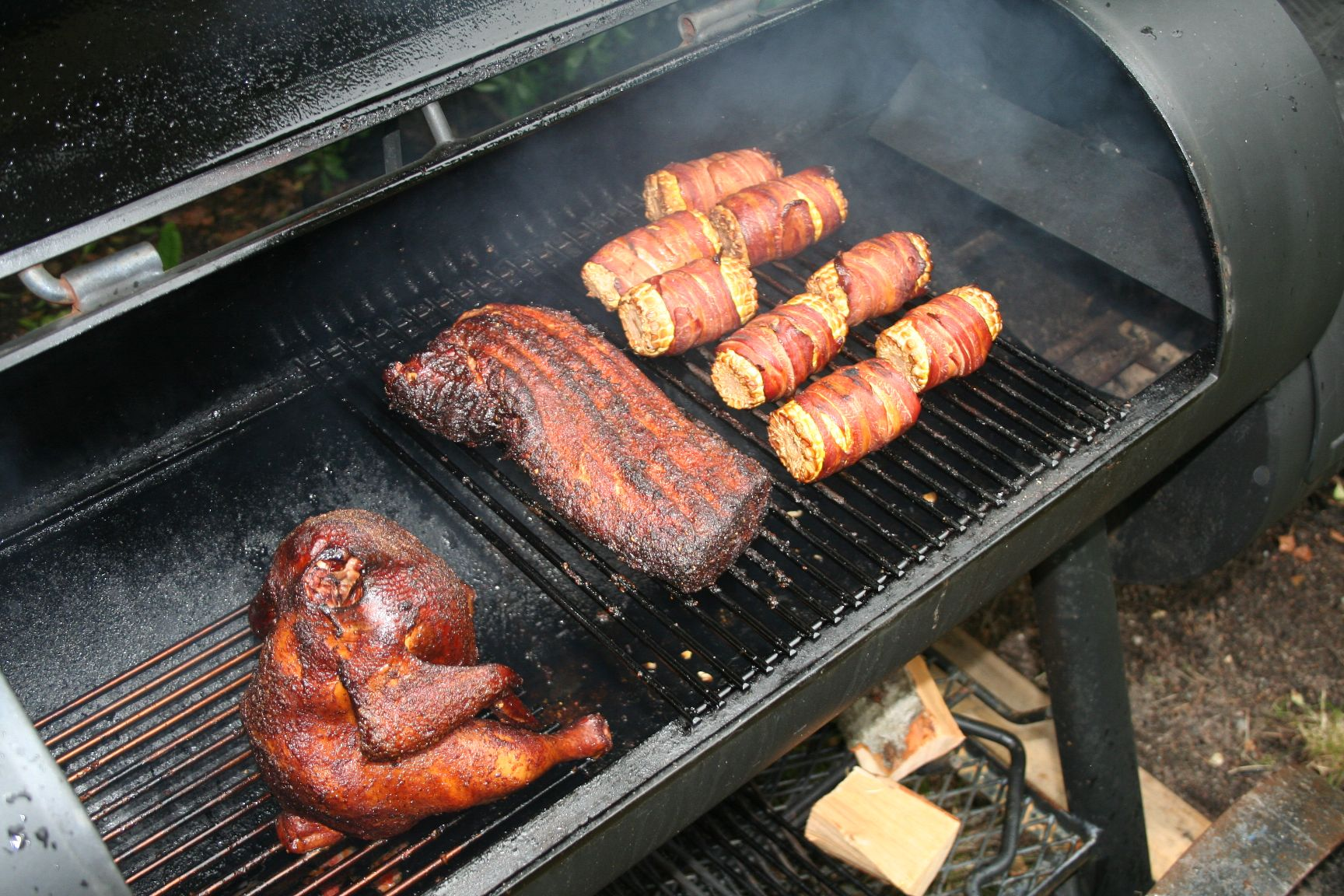
Barbecue
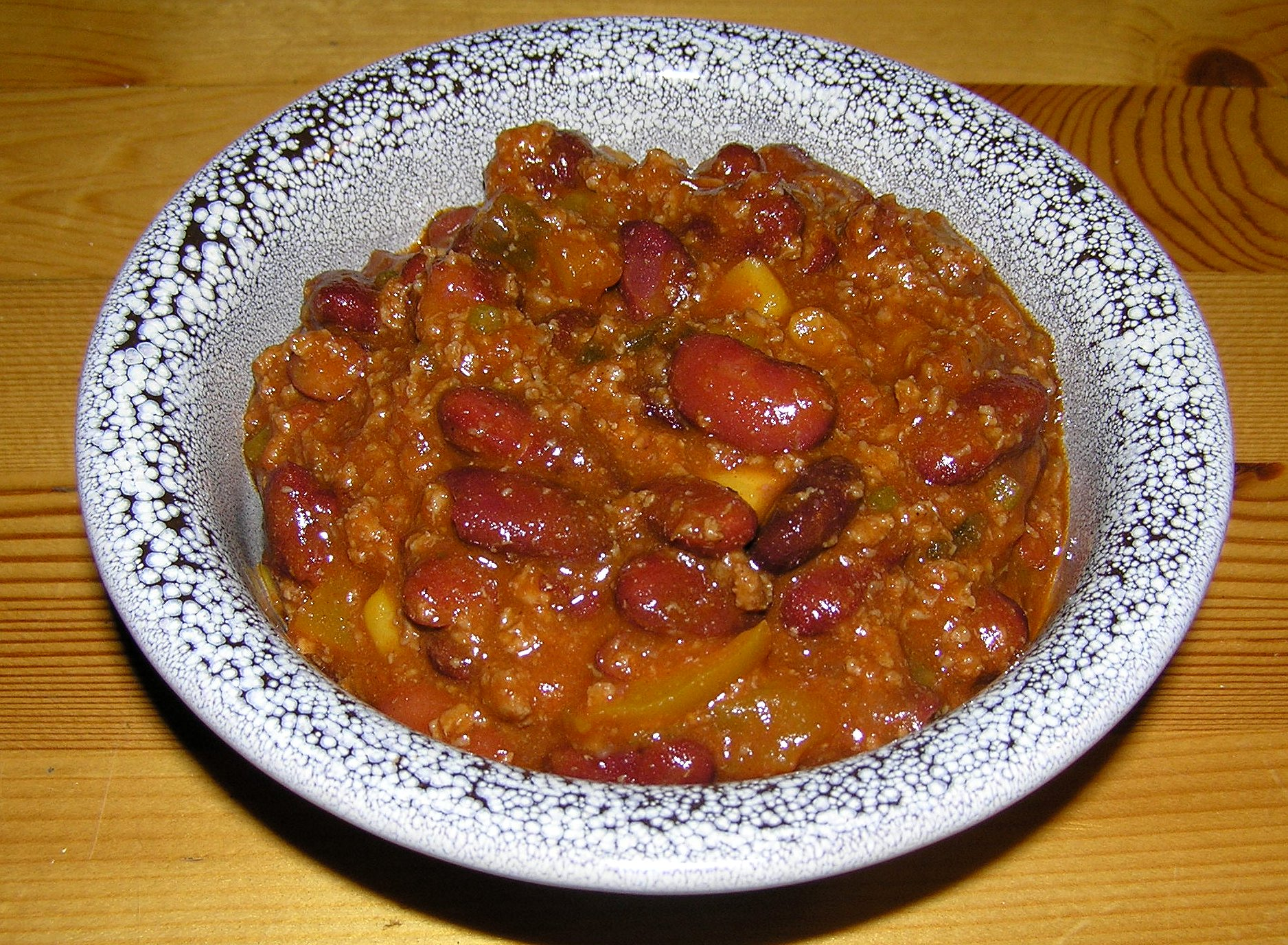
Chili con carne

## Religion aux États-Unis
La non-adhésion à une religion organisée a tendance à progresser aux États-Unis : selon une enquête d'avril 2009 de l'American Religious Identification Survey, le nombre d'Américains sans religion s'établirait à 15 %. La grande majorité d'entre eux, cependant, demeurent croyants.

## Descriptions de la culture américaine

### Littérature, essais, documents
- De La Démocratie en Amérique d'Alexis de Tocqueville
- De la Culture en Amérique de Frédéric Martel

### Films
- Les Temps modernes de Chaplin
- Grease de Randal Kleiser
- American Beauty de Sam Mendes
- Honkytonk Man de Clint Eastwood
- Trust me de Hal Hartley.

On peut également citer la série Friday Night Lights, qui dépeint la vie dans le sud du pays où la religion et le football américain sont deux éléments très importants dans la vie des Américains.

### Prix
- Liste de prix littéraires, Catégorie:Prix littéraire aux États-Unis
- Prix Pulitzer : générique, journalisme, dessin de presse, roman, histoire, biographie, poésie, essai, musique, théâtre, bande dessinée, photojournalisme...
- Prix Booker
- National Book Award

## Débats autour de la culture américaine

### Pas de culture aux États-Unis?
Au XXe siècle, les intellectuels français stigmatisaient le prétendu vide culturel des États-Unis ; au siècle suivant, ils s’insurgent contre l’envahissement culturel en forgeant des néologismes tels que « macdonaldisation » ou « coca-colaïsation ». La culture américaine, grâce au cosmopolitisme du pays, n'est pas une culture figée et uniforme. Les enfants et les petits-enfants des immigrés sont en train d'inventer une culture hybride et métissée déjà visible dans la langue (spanglish), la cuisine (cuisine Tex-Mex), etc. Certains pensent d’ailleurs que ce mélange des cultures permet d’expliquer le succès planétaire des productions culturelles américaines. La culture américaine évolue et se diffuse également sous l'effet des nouvelles technologies, en particulier de l'internet.

### Une culture mondialisée et impérialiste?

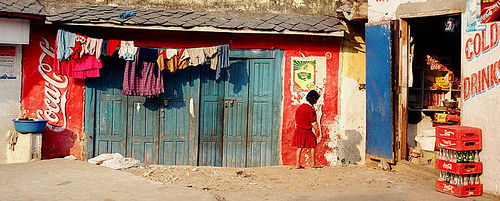
Coca-Cola au Népal.

La culture américaine est pourtant le fruit des influences européennes (académie des beaux-arts, impressionnisme) puis mondiales. La culture américaine s’est en partie diffusée grâce au capitalisme, à la mondialisation et au libéralisme, mais ce ne sont pas les seuls facteurs d'explication : l'usage de l'anglais, le dynamisme des universités américaines, la vivacité des subcultures, le soutien des fondations et de la philanthropie, l'action des agences culturelles locales et de communautés sont autant de points forts. Mais elle ne s’impose pas par la force, comme le rappelle le politologue Joseph Nye avec son concept de « soft power ». Adrien Lherm reprend cette idée que les Américains profitent de la mondialisation sans l’imposer par la contrainte :

« […] L’exportation du modèle américain répond moins à un programme impérialiste qu’à la « pure » et simple logique du profit – gourmand, oui, mais pas conquérant au sens militaire et politique. Ce qu’ils s’emploient aujourd’hui à faire, à l’échelle de la planète, c’est moins à imposer un exemple […] qu’à assurer des débouchés à leur puissant secteur culturel […]. »

La culture de masse aux États-Unis a un rayonnement très important, mais le pays possède également un nombre important de galeries et de musées d'art (le Metropolitan Museum de New York, par exemple), de bibliothèques (la Bibliothèque du Congrès, la plus grande du monde, la Bibliothèque publique de Boston), etc. . La littérature américaine existe, quoi qu’en disent de nombreux intellectuels européens, grâce à des écrivains comme John Dos Passos, William Faulkner, Jim Harrison, Ernest Hemingway,  Arthur Miller, Eugene O'Neill, John Steinbeck.

« […] Les arts ne sont pas plus en Amérique qu'ailleurs une marchandise, ni un produit comme un autre ; un vaste système a été imaginé pour les protéger du marché dans une logique d'intérêt général. Au fond, l'"exception culturelle" comprise comme le fait que les œuvres d'art doivent être séparées du marché, est paradoxalement autant une réalité aux États-Unis qu'en Europe. »

Mais la culture d'élite et les contre-cultures sont également dominantes dans le monde entier : les cultures féministe et gay américaines sont reprises en Europe. Pour critiquer la société ou la politique américaines, on plébiscite les œuvres de cinéastes américains (Gus Van Sant et Michael Moore ont reçu la palme d'or au festival de Cannes).

## Patrimoine
- Trésors nationaux vivants des États-Unis, National Heritage Fellowship (en)

### Musées et autres institutions
- Liste de musées aux États-Unis
- Musées d'art aux États-Unis
- Liste des musées d'art contemporain aux États-Unis
- Des bibliothèques aux États-Unis, Bibliothèques aux États-Unis

### Liste du patrimoine mondial
Le programme Patrimoine mondial (UNESCO, 1971) a inscrit dans sa liste du patrimoine mondial (au 17 janvier 2016) 23 sites sur le sol des États-Unis (10 culturels, 12 naturels et 1 mixte) : Liste du patrimoine mondial aux États-Unis.

#### Principaux musées
- (en) The Metropolitan Museum of Art - New York
- (en) The Museum of Modern Art (MoMA) - New York
- (en) National Gallery of Art - Washington
- (en) The Illinois Institute of Art - Chicago
- (en) Minneapolis Institute of Arts - Minneapolis
- (en) The Detroit Institute of Arts - Détroit
- (en) Birmingham Museum of Art - Birmingham (Alabama)
- (en) Kimbell Art Museum - Fort Worth, Texas

#### Sites spécialisés sur la culture américaine
- (fr + en) Transatlantica - Revue d'études américaines

#### Divers sites institutionnels
- (en) Agence culturelle du National Endowment for the Arts (NEA)
- (en) Association des Musées américains (AAM)